# Vezetékes rádió
A vezetékes rádió olyan hangerőszabályozással, ki- és bekapcsolási lehetőséggel ellátott hangszórók hálózata, amelyekhez a rádióműsort nagy teljesítményű erősítővel táplált vezetékhálózattal juttatják el a helyi központok stúdiójából. Ezek a stúdiók önálló műsort is adhatnak, általában azonban rádió-vevőkészüléken vett központi adást továbbítanak. Léteznek olyan vezetékes rádió hálózatok, ahol több műsor közül választhat az előfizető, s léteznek olyanok, ahol csak egy adás hallgatható. A vezetékes rádió pont – sok pont (point to multipoint) struktúrájú, szimplex hangalapú vezetékes műsorszolgáltatás, melynél az adás helye és időpontja nem véletlenszerű, és a hallgató(k) helyhez kötöttsége sem előfeltétel.

## Vezetékes rádió a világban

### Csehszlovákia
Az országban 1954-ben kezdték kiépíteni a vezetékes rádióhálózatot, de a próbaadások már 1952-ben megkezdődtek. Az üzemszerű adás 1955. augusztus 1-jén indult meg. A vezetékes rádióvevőket Csehszlovákiában általában lakásokban, irodákban, irodákban, iskolákban, óvodákban és szállodai szobákban helyezték el. A hallgatott tartalom magas technikai minőségének, a zavartalan vételnek, illetve a tartalom könnyű szabályozhatóságának köszönhetően a kormány a kezdetektől maximálisan támogatta a rendszert. Az alacsony készülékár, az olcsó üzemeltetés, a kedvező előfizetési díjak miatt a hallgatók körében hamar népszerűvé vált. Egyes előfizetői állomások olyan kimenettel is rendelkeztek, amely lehetővé tette a rádióműsorok magnóra történő felvételét. A havi használat teljes ára 15 CSK volt. A csehszlovák vezetékes rádió 1968-ban 650 ezer előfizetővel rendelkezett.
A vezetékes rádió a csehszlovák rádió adását közvetítette. Az adás hajnal 4 órakor kezdődött, 8 és 9 óra között között technikai szünetet tartottak, majd éjfélig tovább sugároztak. A technikai szünetben vagy szükség esetén napközben a regionális stúdiók saját műsorral csatlakoztak az adáshoz. A vezetékes rádió fontos szerepet töltött be 1968-ban, amikor a Varsói Szerződés csapatai bevonultak Csehszlovákiába. A bevonulás napján kikapcsolt rádióadók helyett a vezetékes rádió közvetítette a Központi Bizottság megszállásról szóló közleményét, így a hallgatók széles körben értesültek az ország megszállásáról.
Az egyre szélesebb körben elterjedő, egyre jobb minőségű rádióadásoknak, valamint a televíziózás fejlődésének köszönhetően a vezetékes rádió előfizetőinek száma csökkenésnek indult. 1989 körül ez a szám meredeken zuhanni kezdett, miközben a rendszer fenntartási költségei egyre növekedtek. Egy 1990-es terv szerint a költségesebb javítást igénylő részek megszüntetése mellett a hálózat addigi állapotát megőrizték volna, végül azonban a hálózat jelentős részét 1995-ben felszámolták, majd 1999-ben Szlovákiában és Csehországban is végleg megszüntették. A rendszert azonban egyes települések és városok saját műsoruk, hivatalos közlemények sugárzására ma is használják. A vezetékes rádió elve alapján intézményekben, cégeknél, iskolai létesítményeiben napjainkban is történik műsorszolgáltatás.

### Észak-Korea
Észak-Korea az 1940-es években szovjet mintára, a Szovjetunió segítésével hozta létre vezetékes rádió rendszerét, amelyet harmadik adásnak nevezett el. Az észak-koreai kormány 1975-ben adta hírül, hogy az egész országban kiépült a rendszer, minden várost és falut elért a szolgáltatás. A hálózatot a Kommunikációs Minisztérium üzemelteti, s az 1980-as évek óta kötelező minden új lakóházba már az építés során beszerelni. A lakások mellett a középületekben iskolákban, irodákban, üzemekben, illetve a szabad térre helyezett hangszórókban is hallható a vezetékes rádió adása. Észak-Koreában fontos szempont volt az is, hogy a déli adások vételét lehetetlenné tegyék.

### Finnország
Finnországban a fővárosi telefontársaság 1933-ban kezdte meg rádióműsorok telefonvonalon történő sugárzását, az érdeklődés azonban olyan csekély volt, hogy a szolgáltatást rövidesen abbahagyták.

### Franciaország

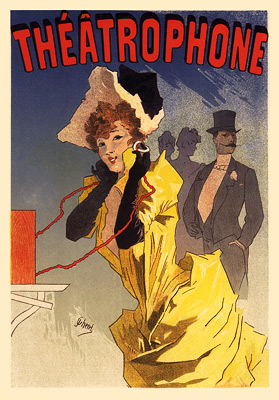
Theatrophone plakát

Franciaországban 1890 és 1931 között üzemelt a Théâtrophon elnevezésű vezetékes rádió szolgáltatás, amely telefonvonalak és készülékek segítségével színházi, operaházi műsorokat sugárzott. A rendszert Portugália és Nagy Britannia is átvette. A 19. század végén számos helyen, szállodai előcsarnokokban, kávézókban érmével működő lehallgatóállomások segítségével lehetett igénybe venni a szolgáltatást. Az 1930-as években a francia posta a nagy gyárvidékeken, illetve a rossz vételviszonyokkal rendelkező, a rádióadóktól távol fekvő vidékeken távbeszélő előfizetők számára vezetékes rádió szolgáltatást indított. A vezetékes rádión 4-5 tetszés szerint választható műsort lehetett hallgatni.

### Hollandia
Hollandiában 1924. április 15-én alakult meg az első vezetékes rádió társaság, az Eerste Nederlandsche Radio Centrale (ENRC), amely 1929-re már 3500 előfizetőt mondhatott magáénak. Hágában és Rotterdamban saját vezetékes rádió hálózat jött létre, de országszerte számos más hálózat is épült. 1935-ben a rádiók engedélyt kaptak arra, hogy az esti órákban vezetéken keresztül a saját műsorukat sugározzák. Elősegítette a vezetékes rádióelterjedését az is, hogy komolyzenei gramofonlemezeket jogdíj nélkül játszhattak le, de 1933-tól Hilversum I. és II. programjait is közvetíteni kezdték. Az Európában növekvő háborús veszély miatt a légvédelmi jelentéseket is a vezetékes rádió volt hivatott továbbítani.
A második világháború idején a német megszállás alatt tilos volt rádió-vevőkészüléket üzemeltetni, ami megnehezítette a szövetséges rádióállomások, különösen a Radio Oranje és a BBC vételét. A megszálló hatóságok által jóváhagyott műsorok vételére ezt követően a vezetékes rádió maradt az egyetlen legális lehetőség. A németek 1943-ban azt is elrendelték, hogy Hollandiában minden rádióelosztó hálózatot, beleértve a magánhálózatokat is, az állami vezetékes rádiót üzemeltető posta működtessen. A második világháború utáni években ez a monopólium megmaradt. A megszállás első éveiben sok előfizető elfordult a vezetékes rádiótól, mert nem bíztak egy olyan kommunikációs eszközben, amely teljes mértékben a megszálló erők ellenőrzése alatt állt.
A posta 1958-tól úgynevezett szabványos csatlakozási pontokat telepített az új otthonokba. A házban található aljzat a telefonkapcsolaton kívül a vezetékes műsorszórási csatlakozást is tartalmazta. Hollandiában 1958-ban 540 ezer volt a vezetékes rádióra előfizetők száma. Ekkor Magyarországon nagyjából 250 ezer hallgatóhoz jutott el vezetékes rádióadás.
A vezetékes rádió iránti érdeklődés általános csökkenése miatt már 1964-ben elhatározták, hogy nem bővítik tovább a rendszert. Az utolsó még működő vezetékes rádió hálózatot 1975. január 31-én zárták be. A holland szenátus és a képviselőház továbbra is rendelkezik olyan saját vezetékes rendszerrel, amely az épületek helyiségeiben hallgatható. A képviselőház vezetékes sugárzását a legtöbb holland kábelhálózat is közvetíti. Egyes felekezeteknél még mindig működik a fogyatékkal élők és betegek egyházi rádiójának vezetékes adása. Emellett az országban más helyi vezetékes műsorszolgáltatók is működnek, köztük amatőr zenei adók is.

### Kína
Kínában az 1950-es években a telefonhálózatot használták fel az adások közvetítésére oly módon, hogy bizonyos napszakokban nem lehetett telefonálni, hanem a telefonhálózaton át rádióprogramokat közvetítettek, mindenekelőtt a vásárvárosokban és nagyobb községekben a szabadban felszerelt hangszórók segítségével. Mivel a kulturális forradalom éveiben százával szüntették meg a tartományi, járási újságokat és folyóiratokat, az információhiány pótlására az 1960-as évek végétől erőteljesebben kezdték fejleszteni a vezetékes rádióhálózatot. Az 1970-es években építették ki a vezetékes rádió saját vezetékrendszerét, amely először a kommunaközpontokat kötötte össze, majd a kommunákban létesített közvetítőállomások továbbították az adást a munkahelyekre vagy a lakásokba, illetve a szabadban felszerelt hangszórókhoz. A stúdióhálózatok kisfeszültségű adóberendezésből, fából vagy betonból készült vezetéktartó oszlopokból és csupán a készülék be- és kikapcsolását biztosító vevődobozokból álltak.
Egy-egy járási stúdió, amely 20-30 főnek adott munkát átlagosan 750 ezer embert informált. A helyi stúdiók legalább napi hatórás programot sugároztak: részben a tartományok és nagyvárosok központi stúdióinak programját vették át, részben helyi híreket, időjárás-jelentést, hirdetéseket olvastak be, de saját szórakoztatóműsort – zenét, novellákat, kisebb rádiójátékokat – is adtak. Rendszeres oktatás és közérdekű közlemények is szerepeltek a stúdiók programjában. Megfigyelhető volt, hogy a vezetékes rádióhálózat rugalmasabbá és őszintébbé tette a tájékoztatást, mert a helyi riporterek és a helyi tisztségviselők nyíltabban beszéltek, mert tudták, hogy más járásokban, más vidékeken nem hallják, amit mondanak.
Ebben az időszakban a vezetékes hálózat volt az egyetlen információforrás az idősebb, írástudatlan néprétegek számára. A központi állomásokkal ellentétben a helyi stúdiók mindenütt a helyi dialektust használták. A kommunák és a termelőbrigádok számára a vezetékes rádió olyan kommunikációs csatornát jelent, amelyen keresztül a nagy mezőgazdasági munkák idején állandó kapcsolatot tarthattak a különböző termelőegységekkel. Nagy teljesítményű hangszórókat szereltek fel aratáskor a földeken, hogy a munkát serkentő zenét és jó hangulatot keltő szórakoztató programokat sugározzanak.

### Lengyelország
A második világháború során az ország minden rádiógyára, rádióstúdiója és adóállomása, emellett a lakosságtól elkobzott vevőkészülékek túlnyomó többsége is megsemmisült. Ehhez hozzáadódott az is, hogy az ország villamosításának mértéke rendkívül alacsony volt, 1946-ban a falvak mindössze 6%-ában volt elektromos áram. Így kényszerből az ország rádióval való ellátását alacsony frekvenciájú, külön vezetékeken keresztül történő műsorsugárzással oldották meg. Az első telepítések 1945-ben indultak, 1946-ra már 333 rádióállomás működött. A vezetékes műsorszórás ennek ellenére nem akadályozta meg a hagyományos rádiózás fejlődését, a két rendszer egymással párhuzamosan működött. A legtöbb vezetékes rádióelőfizetőt, 1 millió 622 ezer főt 1957-ben regisztrálták, ekkor a távvezetékek hossza 86 ezer kilométer, a rádióközpontok száma pedig 3500 volt. A hagyományos rádióvevők száma Lengyelországban ekkor nagyjából 2 millió volt. A későbbi években ezek az arányok megváltoztak, és az 1960-as évek végére a vezetékes előfizetők száma jelentősen csökkenni, míg az antennás előfizetők száma emelkedni kezdett. A vezetékes rádiót az 1970-es években kezdték előfizetői elhagyni, az eszközöket és a hálózatot később iskolákban, munkahelyeken és közösségi szállásokon használták.

### Moldova
A fővárosban, Chișinăuban még 2017-ben is több mint 23 ezren használtak vezetékes rádiót. Havonta ugyan közel 100-an iratkoztak le a vezeték nélküli rádióról, de eközben 2-3 új felhasználó is csatlakozott a rendszerhez. Ekkoriban havi szinten 8-9 lejt fizettek a szolgáltatás előfizetői. Egyes településeken a Szovjetuniótól örökölt rádióhálózatot újra üzembe helyezték. A Sîngerei körzetben 1998-ban kezdett újra sugározni a vezetékes rádió. Az adásokat többségében idős emberek hallgatják, a vezetékes rádió egyes falusiak számára az egyetlen információforrássá vált.

### Nagy Britannia

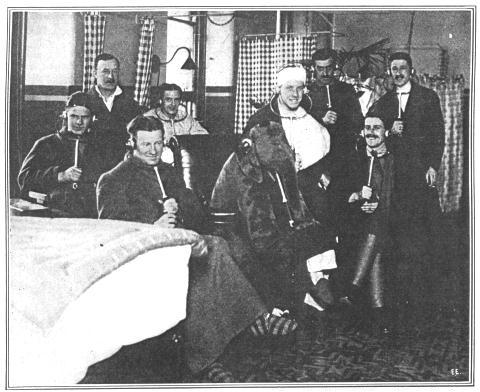
Kórházi betegek Electrophone adást hallgatnak. 1917, London

Az Egyesült Királyságban, javarészt Londonban 1895 és 1925 között üzemelt az Electrophone elnevezésű vezetékes rádió. Hagyományos telefonvonalak segítségével élő színházi előadásokat, zenekari előadásokat, vasárnapi istentiszteleteket közvetített olyan előfizetőknek, akik a műsort speciális fejhallgatók segítségével hallgattak. Az éves díjat, 5 fontot csak a jómódúak tudták kifizetni. Viktória királynő is Electrophone-előfizető volt. Néhány szállodában érmével működő vevőkészülékeket szereltek fel, néhány percnyi adást hat pennyért lehetett meghallgatni. Az első világháború időszakában egyes kórházakban a betegek számára ingyenesen biztosították az adást. Az 1920-as években a rádió elterjedésekor megszűnt.
A brit Rediffusion cég elődje 1928-ban alapult s egészen 1988-ig működött. Kezdetben rádió, majd később televíziós műsorok vezetékes szolgáltatását végezte. Nem csupán az Egyesült Királyságban, hanem a brit gyarmatbirodalom számos részén épített ki vezetékes rádiórendszert. Hongkongban 1949-től működött vezetékes rádió, napi 24 órában angolul és kantoni nyelven sugárzott. A korai műsorok egy része színdarabokat, történeteket, koncerteket és kantoni operákat tartalmazott. A hongkongi teázók egyik fő vonzereje ezek a vezetékes rádióközvetítések voltak. 1957-től kábeltelevíziós szolgáltatást is nyújtott.  Többek között a gyarmati Barbadoson 1934-től, Máltán 1935-től, illetve Szingapúrban 1949-től üzemelt vezetékes rádió.

### Németország
Németországban már 1925-től kezdődően kísérleteztek azzal, hogy az elektromos hálózaton keresztül juttassanak el műsorokat a hallgatóknak. Az adások rossz minősége miatt a kísérlet nem volt hosszú életű, pár hónap után abbamaradt. Ezt követően, 1935-től német nagyvárosokban (pl. Berlin, Hamburg, Lipcse, Kiel, Lübeck stb.) működött a telefonvonalat használó nagyfrekvenciás vezetékes rádió, a Drahtfunk. Telefonhívás esetén a rádióvétel abbamaradt, azt befejezve tovább folytatódott. A német rádióipar gyártott olyan rádiókat is (pl. Graetz 51W), amellyel mind hagyományos rádióadást, mind a vezetékes rádió adását fogni lehetett. De olcsón megvásárolhatók voltak azok a csatlakozóberendezések, amellyel bármely rádióvevőt a telefonvonalra lehetett kötni. 
A Szovjetunió ellen folytatott német háború során a német propagandaminiszter, Göbbels többször sajnálkozott amiatt, hogy a Szovjetunió népei felé kilátástalan a rádiós propaganda, mert a szovjet kormány ravasz módon nehézzé tette ország lakosságának rádiós vételt, és elsősorban a vezetékes rádióra szorítkozik.
A második világháború idején Berlinben, Hessen-Nassauban, a Ruhr-vidéken és Emden térségében a vezetékes rádióadókat azért üzemeltették, hogy figyelmeztessék a lakosságot az ellenséges repülőgépek támadásaira. A földi rádióadókat ilyenkor kikapcsolták, hogy az ellenséges bombázók ne használhassák fel azokat a navigációhoz. Miután a rádióadók egy egyezményes jel sugárzását követően beszüntették az adást, a vétel már csak vezetékes rádión keresztül volt lehetséges. A Reichspost 1942 után minden vezetékes csatornát a honi légoltalom szolgálatába állított, az egész hálózaton ezt sugározták. Berlinben a második világháború utáni az amerikai szektor a közép- és hosszúhullámú adók hiánya miatt elrendelte a vezetékes rádiózás újraindítását, amely később RIAS néven kezdte meg tevékenységét. 1954-ben még 46 vezetékes hálózati csoport működött a Német Szövetségi Köztársaságban, 362 vezetékes erősítő állomással. Nyugat-Németországban 1963. június 30-án, Nyugat-Berlinben pedig 1966-ban szűnt meg a vezetékes rádió.

### Olaszország
Az országban 1909-ben jött létre a L'Araldo Telefonico, amely egy telefonvonal segítségével híreket és kulturális műsorokat közvetítő, Rómában működő vállalkozás volt. Az előfizetők speciális fejhallgató segítéségével, saját telefonvonalukon hallgathatták a műsort. Az adást 1916-ban a cég csődje miatt felfüggesztették, de 1922-ben újraindultak, sőt, kiterjesztették működési területüket Milánóra és Bolognára is.  Az adások reggel 8 órakor kezdődtek, óránkénti hírblokkokat, tőzsdei híreket és pontos időjelzést közvetítettek. A zenés műsoroknak nagy jelentősége volt, mert a L'Araldo Telefonico élő zenét közvetíthetett mind saját stúdiójából, mind pedig különböző színházakból, operákból. A L'Araldo Telefonico műsorán ezen túl novellák, regényrészletek, nyelvtanfolyamok is szerepeltek. Különleges események alkalmával gyorshíreket is közöltek oly módon, hogy helyszínen lévő újságíróik a hír megírása után futárok segítségével eljuttatták a szövegeket a szerkesztőségbe, ahol azokat felolvasták. A L'Araldo Telefonico kezdetben előnyben volt a rádióállomásokkal szemben, mivel kizárólagos szerződéseket kötött a legfontosabb színházakkal. Később azonban ez az előny megszűnt, a vezetékes adásszolgáltatók már nem is készítettek műsorokat, hanem a helyi rádióműsorok telefonvonalon keresztül történő sugárzására korlátozták működésüket. A bolognai szolgáltatás maradt az utolsó, amely egészen 1943-ig fennmaradt, bár az előfizetők száma mindössze százra csökkent. A L'Araldo Telefonico éves előfizetése 5 lírába került, melyhez a vevőkészülék telepítéséhez a regisztrációkor 15 lírát kellett hozzáadni. Az előfizetők száma 1913-ban elérte az 1315-öt, közéjük tartozott Benito Mussolini is.
A RAI (Radiotelevisione Italiana) 1958. december 1-jén eleinte három (később hatra bővülő)  csatornán indította telefonvezetékes rádió szolgáltatását, a Filodiffusiont. A műsorok meghallgatásához az előfizetőknek csatornaválasztóval ellátott hangszórókra volt szükség. Ebben az időszakban az ország rádiós lefedettsége közel sem volt teljes, emellett a középhullámú adások minősége gyakran elmaradt a kívánatostól. A Filodiffusion ennél sokkal jobb hangminőségű műsorok vételét tette lehetővé, mert sávszélessége az URH adásokhoz hasonlóan 15 kHz volt, szemben a rádióadók által sugárzott középhullám 4,5 kHz-ével. A kábeles átvitel tiszta hangzást, mindenütt elérhető adást garantált az ország egész területén. A vezetékes rádió előfizetőinek száma az 1960-as években folyamatosan növekedett s az 1980-as évekre meghaladta az 500 ezret. Az URH adások bevezetésével, illetve a magánrádiók megjelenésével egyre inkább a klasszikus zene szerelmeseinek rétegadójává vált a Filodiffusion. A kábelen keresztül továbbított analóg jelben nem volt digitális tömörítés, ezért a minőség alapvetően jobb volt, mint a tömörítéssel dolgozó digitális csatornáké. A rádió 1997 óta DAB-ban sugárzott, 1999-től pedig már az interneten keresztül is hallgatható volt. A RAI Filodiffusione 2017-ben még hat csatornán sugározta az adását.

### Románia
A bukaresti Radio Popular gyár szovjet minta alapján már 1949-ben megkezdte a vezetékes rádiók gyártását. Kezdetben puritán kivitelű, pácolt fadobozos hangszórókat gyártottak, később, a kereslet növekedésével díszesebb kivitelben is készítettek hangszórókat. A rádió hangszóróit műanyag dobozos kivitelben, többféle színben, díszítéssel a bukaresti Electronica üzem 1982-ig gyártotta, akkor leállt a termeléssel, de az Întreprindere de Electronică Industrială R-20039 típusszámon még 1990-ben is gyártott vezetékes rádióhoz hangszórókat.
A hangszórókat általában közösségi helyekre, népkönyvtárakba, gyógyszertárakba, üzletekbe, illetve lakásokba telepítették. A hangszórókat sok helyen csiripelőnek, csipogónak (ciripitor) nevezték. A román kormány a legszegényebb néprétegekhez is kiépíttette rádióhálózatot. Az üvegszigetelőkre rögzített, légvezetékes hálózat építését, illetve üzemeltetését előfizetési díj fejében a P.T.T.R. (Poştă-Telefon-Telegraf-Radio) végezte. A román vezetékes rádió 5 órától 17 óráig a Bukarest 1 országos rádió műsorát sugározta. A moldvai csángók 20. századi kultúraváltásának szerves része volt a vezetékes rádió, amely nyomán a közösségekben rohamosan elterjedtek a román nyelvű nép- és műzenei alkotások, megváltoztatva a csángók tradicionális zenei kultúráját. Ugyanez a folyamat volt megfigyelhető a Szeben megyei szászok esetében is.

### Svájc
Az ország hegyvidéki régióiban, ahol a rádióvétel problémákkal küszködött már 1931-ben használni kezdték a vezetékes műsorszolgáltatást (Schweizer Telefonrundspruch). Ehhez a meglévő telefonhálózatot használták oly módon, hogy az adást kezdetben alacsony frekvenciás technológiával, később, 1940-es évektől nagyfrekvenciával közvetítették. Az előfizetőknél lévő készülékek alkalmasak voltak hat külön csatorna vételére. Ehhez a svájci rádióipar külön készülékeket is gyártott, amelyeken nem volt állomásvállasztó skála, csak hat számozott nyomógomb (pl. HF-TR - 1947; Weggis 5860 - 1958; Weggis 60-HS - 1969; Weggis 60-NL – 1984). A vezetékes rádió 1998-ig üzemelt Svájcban.

### Svédország
Az országban 1943 és 1971 között üzemelt vezetékes rádióhálózat, de már az 1930-as években történtek kísérletek a meghonosítására. Az évtized végén épített városi lakóépületekbe már előzetesen betervezték a vezetékes rádió hálózatát is. 1946-ban a svéd kormány tervet dolgozott ki a hálózat bővítésre, amellyel 700 ezer hallgatót kívánt előfizetővé tenni. A tervekkel szemben az előfizetők száma mindössze 400 ezer fővel érte el a csúcsot 1965-ben. A vezetékes rádió létrejötte elsősorban a földi sugárzású rádióadások alacsony minőségének volt köszönhető. Megoldásként a rádióműsorokat a telefonhálózatot felhasználva vezetéken kezdték sugározni. A vezetékes rádió oly népszerűvé vált az országban, hogy érezhetően gátolta az URH rádióadók és a televízió terjeszkedését. Amikor az 1970-es években az URH rádióadások egy elterjedtebbé váltak, a vezetékes rádióadókat fokozatosan megszüntették.

### Szovjetunió, Oroszország
Szovjet-Oroszországban a vezetékes rádió hálózatának kiépítését 1921-ben kezdték el. A telefonhálózat kiépítetlensége miatt a vezetékes rádió számára külön vezetékhálózatot hoztak létre. Ezen a hálózaton csupán egyetlen műsor volt fogható. Kezdetben a hangszórókat nyilvános helyekre – terekre, utcákra, olvasótermekbe, később intézményekbe – telepítették, később azonban elindult a lakóházak hangszórókkal való felszerelése is. A vezetékes rádió hallgatásához szükséges hangszórók a magas áruk miatt nem voltak népszerűek, egy-egy hangszóró árából akár középhullámú rádió-vevőkészüléket is lehetett vásárolni. 1937-ben a Szovjetunió ezer lakosára körülbelül 25 vezetékes rádióstúdió jutott. A második világháború alatt a vezetékes rádiót egyrészt légvédelmi célokra, másrészt a lakosság informálására használták. Mivel a hagyományos rádió-vevőkészülékeket be kellett szolgáltatni, a vezetékes műsorszórás gyakorlatilag az egyetlen információforrás maradt.

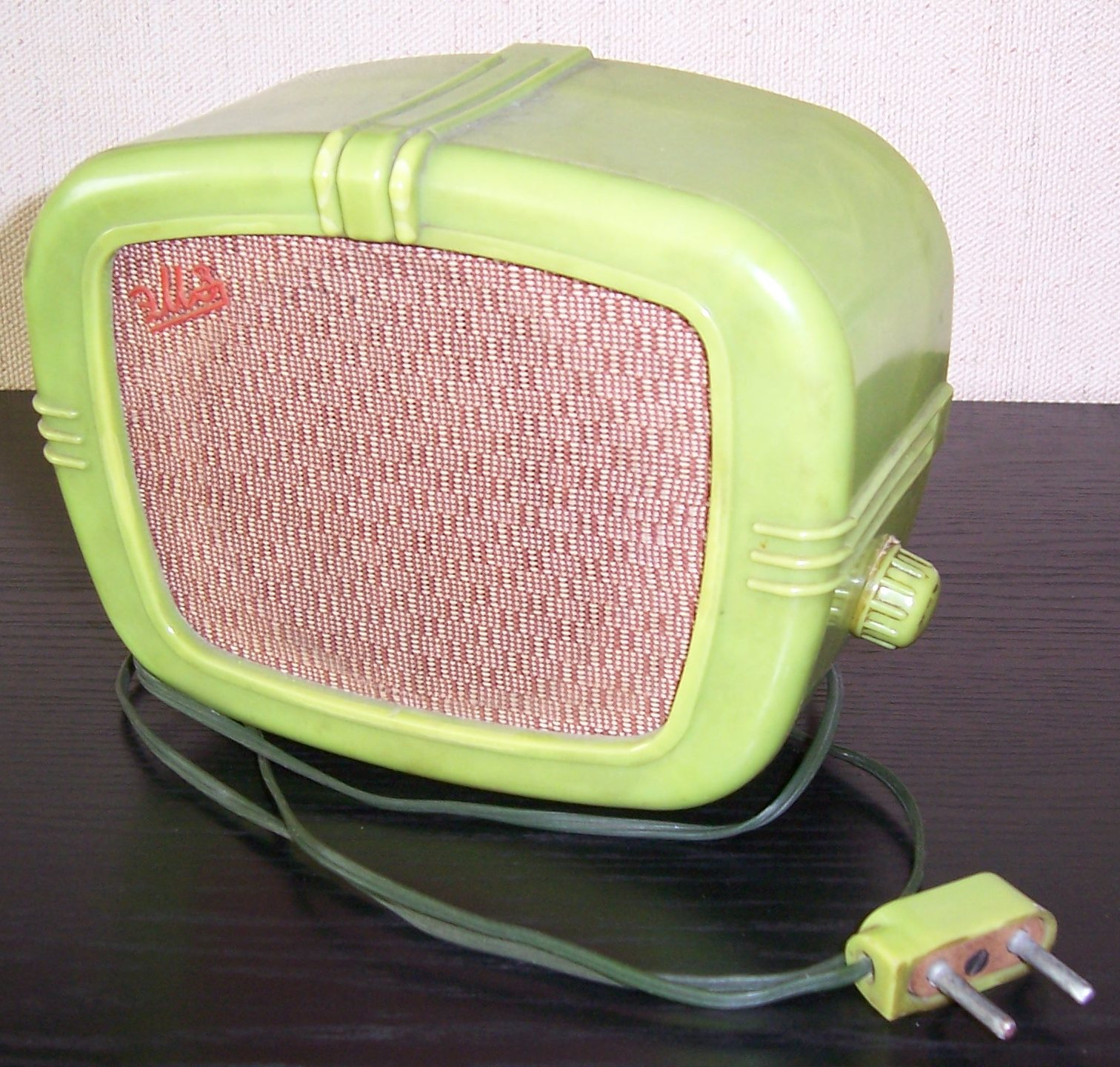
Szovjet vezetékes rádió EMZ gyártmányú hangszórója, 1952

1962-ben a Szovjetunióban elindult a háromprogramos vezetékes rádió rendszer bevezetése. Ekkor mintegy 48 millió vezetékes rádióvevő működött. A háromprogramos vezetékes műsorszórás rendszerében az első műsort hangfrekvenciákon továbbították, míg a második és harmadik műsort a nagyfrekvenciás tartományban amplitúdómoduláció segítségével sugározták (a vivőfrekvencia 78, illetve 120 kHz volt). Valamennyi lakóhelyiségbe vezetékes rádió csatlakozóaljzatokat szereltek, kiterjedt hálózatot alakítottak ki. A szolgáltatások költsége alacsony volt. Számos, a Szovjetunióban gyártott magnó külön csatlakozással rendelkezett a vezetékes rádióról történő felvételhez. A vezetékes rádió a televízió, a műsorszórás és az időszaki kiadványok mellett az egyik legfontosabb médiává vált. Az 1980-as évek elejére 81,6 millió előfizetője volt a vezetékes rádiónak, 1990-ben pedig bejelentették a vezetékes műsorszórás negyedik, 52 kHz-es frekvenciájú programjának bevezetését, de a Szovjetunió összeomlása és a vezetékes műsorszórás iránti érdeklődés gyors csökkenése miatt a negyedik műsor bevezetésére nem került sor. 1996-ban a vezetékes rádió az oroszok 64%-a (94,8 millió fő) számára volt elérhető, 2021-re ez a szám 1% alá esett (1,46 millió fő). 
Sok más országgal ellentétben a vezetékes rádió intézménye a televíziós korszak bekövetkezte után is fennmaradt. Az 1980-as években a moszkvai lakosság 97%-a rendelkezett tévékészülékkel, 80% tulajdonában volt rádiókészülék, zenegép vagy más, a közvetítések vételére alkalmas rádiótechnikai berendezés.  Ennek ellenére a lakosok 90%-a vezetékes rádiót is használt, összesen több mint ötmillió vezetékes rádióvevő volt a moszkvaiak tulajdonában, vagyis minden családra több mint egy jutott. A lakásokban – beleértve a konyhát is – több állomás is volt. Jellemző volt, hogy még a tévéműsorok iránti legnagyobb érdeklődés idején is szóltak a hangszórók. Ebben a szolgáltatás olcsósága mellett az is közrejátszott, hogy a távoli rádióállomások vétele a zavaró zörejek miatt nem biztosította a megfelelő hangminőséget, igy azok műsorát egyszerűbb volt a vezetékes rádión hallgatni, s a három program sokaknak elegendő választékot biztosított. Az 1970-es évtizedben a vezetékes rádiót naponta a családok 97%-a használta, míg a tévét 92%, a rádiókészülékeket viszont csak 23%-uk.
A vezetékes rádió adása étkezési szünetekben és éjszaka megszakadt. Ezen időszakok alatt kedvelt volt az úgynevezett rádiókalózkodás, ami a Szovjetunióban bűncselekményként kezeltek. Elég volt egy erősítőt csatlakoztatni a hálózathoz, és a hallgatók a kimeneti teljesítménytől függően 0,5-1 km-es sugárban fogni tudták a kalózadást. Az elkövető tetten érése nagyon nehéz volt, hiszen nem volt szükség speciális felszerelésre, illetve a vezetékes hálózaton nehezebb volt megtalálni a jel forrását, mint az éteren keresztül.

### Ukrajna (Kárpátalja)
Kárpátalján az 1970-es évek végén fejezték be a még ekkor is nagy ütemben zajló vezetékes rádiófejlesztési programot.  A kárpátaljai KMKSZ az 1990-es években a vezetékes rádió segítségével kívánta hírhálózatát létrehozni, információit a magyarokhoz eljuttatni. Míg 1991-ben 19 millió ukrán háztartásban volt vezetékes rádió, 2014-re 1,5 millió, 2019-re már csak 400 ezer maradt belőlük. 2020. február 1-től a vezetékes műsorszórás Kárpátalján is megszűnt.

### Vietnám
Észak-Vietnámban már az 1960-es évek elején elkezdték kiépítették a vezetékes rádió hálózatát. Az 1970-es évtizedben ez tovább folytatódott, húszezer települést ellátását tervezték, ami csaknem teljes egészében magyar technikára, az Orion és a Videoton gyárak vevőkészülékeire, erősítőire és műszaki útmutatásaira épült.

## Vezetékes rádió Magyarországon

### Telefonhírmondó
Puskás Tivadar találmánya 1893. február 15-én kezdte meg működését, célja a gyors, telefonvonalakon történő hírszolgáltatás volt. A hírblokkokat, melyeket egy külön e célra szervezett szerkesztőség szolgáltatott, telegram stílusban telefonkészülékbe olvasták fel, majd egy órán át folyton ismételték. Politikai, helyi, közérdekű és tőzsdei híreken kívül időközönként a pontos időt is bemondták. 1918-tól már rendszeresek voltak a közvetítések a Népoperából, a Nemzeti Színházból és a Király Színházból. A Telefonhírmondó Rt. 1925. december 1-jén egyesült az akkor induló Magyar Rádióval, s Magyar Telefonhírmondó és Rádió Rt. néven működött tovább, műsoraik minimális eltéréssel megegyeztek. A rádió műsorait párhuzamosan közvetítő telefonhírmondó fejlődése újabb lendületet kapott. Olcsóbb volt mint a költséges rádió-vevőkészülékek, és jobb vételt biztosított mint a detektoros rádiók.  A telefonhírmondónak 1930-ban 8868 előfizetője volt, azonban számuk a rádiókészülékek rohamos elterjedésével, a Horthy néprádió megjelenésével folyamatosan csökkenni kezdett. 1943-ban leszerelték a magánkézben lévő vevőkészülékeket, s ezután csak közületek és kórházak tartottak fenn vonalakat. A második világháború után a harcok során tönkrement hálózatát, berendezéseit már nem építették újjá, nem indították el a szolgáltatást.

### Rádióhírmondó
Zelenka László mérnök az 1930-as években számos szakmai utat tett Európában, ahol megismerkedett a vezetékes rádiókkal. Ő 1932-ben rádióhírmondónak nevezte el a vezetékes rendszert, később használta a huzalos rádió elnevezést is. Ebben az időszakban más lapok is huzalos rádióként hivatkoztak rá. Romániában, Temesváron még az 1970-es években is huzalos rádiónak nevezték a vezetékes rádiót. A rádióhírmondó szükségességét a korabeli szaklapokban írt beszámolóival, tanulmányaival, a Műegyetemi Rádió Clubban tartott előadásaival igyekezett bizonyítani. Hangsúlyozta, hogy a huzalos rádió beszerzéséhez, fenntartásához szükséges műszaki előfeltételek megteremtése jóval kevesebbe kerül, mint az ország teljes lefedettségét biztositó rádióadóknál, a készülékek kezelése is, javíttatása is egyszerűbb. Az ország lakosságának 95%-a úgyis a hazai főadót hallgatja, igazából nincs nagyobb igény többféle adás hallgatására, s a falvakban, szétszórt településeken élők közül csak 1-2% hallgat rádiót. A huzalos rádió emellett helyi hírek közlésére is alkalmas, hangminősége jó, zenei közvetítésekre is használható. A települések megszabadulhatnának a terjedő antennarengetegtől is. Fontosnak tartotta azt is megjegyezni, hogy a rádióhírmondó megélhetési lehetőséget biztosít az állásnélküli műszaki szakembereknek is. Zelenka László elképzelései nem valósultak meg, elmélet szintjén maradtak.

### A postarádió
Az 1930-as években stagnált a rádióelőfizetők száma, sőt, 1932-ben csökkent is, ezért Magyari Endre 1933-ban tervezetet készített vezetékes rádióvevő-állomások létesítésére. Ezt az intézményt postarádiónak nevezte. Indokai szerint a lakosság nem ismeri a rádió adásait, a készülékek megvásárlásához nincs pénzük az embereknek, a hozzá nem értés a beszerzésnél nehézségeket okoz, a lakosság bizalmatlan az eladók iránt, a kényelemszeretet és a hozzá nem értés a szerelésnél és karbantartásnál is nehézségeket okoz, illetve magas az előfizetési díj. Ezekben az években az egyszerű rádiók 200-280 pengőbe kerültek, az univerzális típusok elérték az 580 pengőt is. Műszaki megoldásként a telefonhírmondóhoz hasonló hálózat kialakítását javasolta. Ez utóbbit 3 km tápvezetéken belül csak 250 jelentkező esetén tartotta gazdaságosnak. Különépített végerősítőt javasolt és fejhallgatóvételnél előfizetőnként 2 és 5 ezred watt beszédenergia alapul vételét. Automatikus bekapcsoló-szerkezetet tartott szükségesnek, ami a vevőt csak akkor kapcsolja be, ha az adó sugároz. A szétosztóhálózatot a meglévő postai támszerkezetekre tervezte felszerelni. Magyari Endre az ország különböző részein 4-5 nagyobb község kijelölését javasolta, ahol a lakosságot elárasztanák a felhívó szöveggel, s a beérkező jelentkezések függvényében döntenék el, milyen rendszerben telepítsék a postarádiót. A postarádió 1933-as előterjesztése azonban eredménytelen volt, adminisztratív akadályok miatt megbukott a végrehajtása.

### Vezetékes rádió
A magyar műszaki sajtó már 1947-48-ban szorgalmazta a Szovjetunióhoz hasonló vezetékes hálózat kiépítését. Az ötlet megvalósítása az ország anyagi helyzete, a szükséges nyersanyagok, színesfémek, szakemberhiány miatt váratott magára. A Magyar Posta 1949-ben Budapesten kezdte meg a vezetékes rádióhálózat kísérleti kiépítését. Kádár Géza postamérnök kapott megbízást arra, hogy Magyarországon kiépítse a vezetékes rádió hálózatát.

Az MTI így tudósított a tervről:
„Megszületett a Telefonhírmondó korszerű utódja: a hangszórós vezetékes rádió. Népi demokráciánkban a kultúra nem szűk rétegek kiváltsága, hanem a dolgozók közkincse. A kultúra közkinccsé tételében nagy szerep vár a rádióra. Annak érdekében, hogy minél több dolgozó juthasson rádióhoz, egymás után hozták piacra a típusrádiókat. A rádiózás oIcsóbbá tételében most újabb döntő lépés következik.” 
Az első kísérleti gócközpontok 1949 decemberében Budapesten a Pongrác úti lakótelepen, illetve a Váci út 104. háztömbben léptek üzembe, mintegy 200-200 előfizetővel.

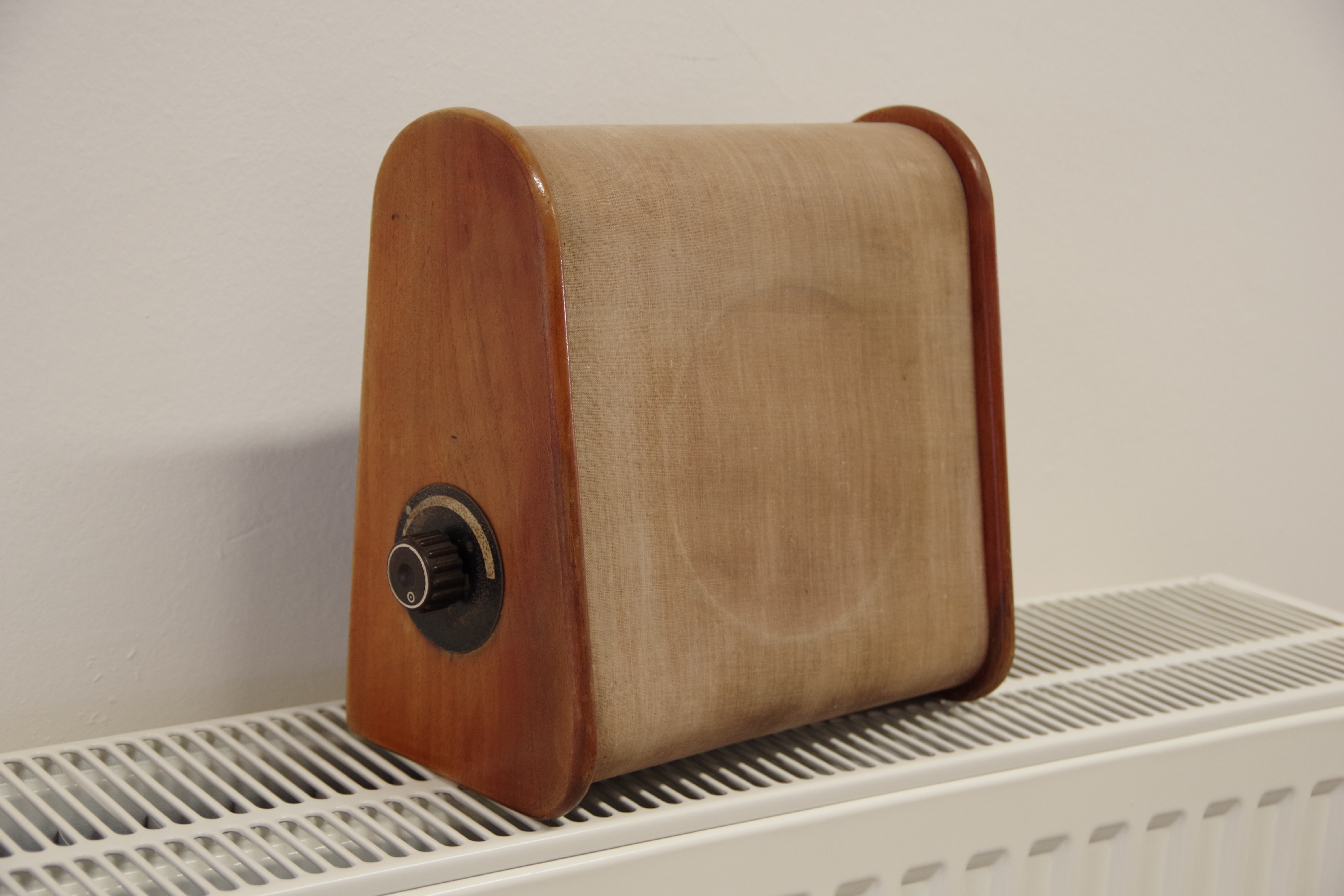
Magyar vezetékes rádió hangszórója

A hálózat kiépítését elrendelő határozat 1950. novemberében született meg. A tervek szerint az építést Budapesten (Százados-, Szörényi- és Béke úti lakótelep, Juranich-telep, Szapári, Üllői, Bécsi, Váci és Pongrácz úti házak, Wekerletelep, Petőfi-tér), illetve Tatabányán, Tokodon, Győrben, Ózdon, Diósgyőrben, Dunapentelén és Budaörsön kezdték el. 1951-re az összes megyeszékhelyen, a járási székhelyek egy részén és az ipari centrumokban, 1952-53-ban a hiányzó járási székhelyeken és a jelentősebb falvakban, tanyaközpontokban kívánták megoldani. Az előfizetők számát 1950-ben 8 ezer, 1951-ben 60 ezer, 1953 év végére pedig 500 ezer főben határozták meg. 
A tényleges adatok ettől azonban jelentősen eltértek, a vezetékes rádió kiépítése nem a terveknek megfelelően haladt. 1950-ben 1500, 1951-ben 34 ezer, 1952-ben 121 ezer, 1955-ben pedig 222 ezer vezetékes rádió tulajdonossal zárultak. Ezt követően lassult a telepítés, mert a következő években az emelkedő életszínvonal a családok nagy részének lehetővé tette több állomás vételére alkalmas, saját készülék vásárlását is. A vezetékes rádió tulajdonosok száma 1956-ban tetőzött 264 ezer előfizetővel. 1964 végéig 216 ezerre csökkent a számuk. 1964 folyamán sok helyen beállt a telítődés, így a fejlődést már csupán az egy háztartásban lévő több készülék jelenthette. Ez viszont nem járt az előfizetői létszám növekedésével, hiszen az 1960-as években a családok egy előfizetői díj fizetésével már bármennyi rádiót üzemeltethettek. Emellett a televízió tulajdonosok egy része lemondta az amúgy is ritkán megszólaltatott rádiót. A vezetékes készülékek száma egyetlen év alatt 27 ezerrel csökkent.
A vezetékes rádió hálózatának egy adott területen való megvalósítását az illetékes megyei tanács javaslatára a közlekedés és postaügyi miniszter engedélyezte attól függően, hogy mennyire volt befolyásos a megyei tanács vezetése. Sok falu kapott utcai hangszórókat és erősítőket is, melyeket a gócpontokon, a helyi postán vagy a tanácsházán helyeztek el. Az egyéni hangszóróknak a lakásokban való felszerelését a postai hivataIokban lehetett kérvényezni. A szerelés, a javítás vagy a készülékcsere ingyenes volt. A hangszóró és minden vezeték a posta tulajdonában maradt, az előfizetőt csak a 6 Ft-os előfizetői díj terhelte. Az időközben megalakított Vezetékes Rádió Üzemi Vállalat már 1950 novemberében is veszteséges volt. Egy hangszóró felszerelése 600 Ft-ba került, a rendszer előfizetőnkénti üzemi költsége havonta mintegy 16 Ft-ot tett ki.
A vezetékes rádió előfizetői létszámának változását nagyban befolyásolta az eladott rádió-vevőkészülékek átlagárát. Ez 1951-ben 778 Ft, 1956-ban 1218 Ft, 1962-ben 1776 Ft volt. 1964-ben, részben olcsóbb típusok forgalmazása folytán, részben mert a volt vezetékes rádió tulajdonosok többsége kisebb készüléket vásárolt, az átlagérték 1652 Ft-ra csökkent. Nagyban fejlődött a táska- és zsebrádiók, valamint a második készülékek iránti kereslet is. Ennek következtében a rádió eladás az 1960-as években jelentősen meghaladta az előfizetők számának gyarapodását. 1964-ben a kiskereskedelem közvetítésével 158 ezer rádió talált gazdára, bár az előfizetők száma csak 32 ezerrel nőtt.

#### A vezetékes rádió rendszere
A hazai vezetékes rádióhálózat gócközpontokra épült. A rendszerben két műszaki megoldást alkalmaztak. A budapesti gócközpont a műsort távbeszélő vezetéken keresztül közvetlenül a Magyar Rádió stúdiójától kapta, igy rádió-vevőkészülékre nem volt szükség. A stúdióként is működtethető gócközpontból a jelforrások előerősített és kevert jelét teljesítményerősítés után telefonvonalon juttatták el az al-gócközpontokhoz, majd 50-100 V feszültségszinten, légvezetéken továbbítottak az előfizetőkhöz. A gócpontokat általában a postahivatalokban helyezték el. Az előfizetői hangszóró oldaláról történő zavarás, rábeszélés vagy szabotázs ellen pár előfizetőnként csoportos olvadóbiztositékot használtak. Budapesten az algócpontok távirányítással vagy időkapcsolóval működtek. A posta tervei között szerepelt a telefonhálózaton való vivőfrekvenciás műsortovábbítást is, ez azonban nem valósult meg, mivel a hazai telefonhálózat minősége és kiterjedtsége ezt nem tette lehetővé.
A központokban többnyire a Rafilm 100 típusú, 6+3 csöves, 100 W-os, ellenütemű teljesítményerősítőt használták. A kisebb központokban a Budapesti Villamosgép- és Kábelgyár által gyártott 25W-os Rafilm 25, illetve 50 W-os Rafilm 50 típusú, két 50 V-os kimenetű, 4+1 csöves végerősítők is lehettek. Egy-egy 100 W-os erősítő 15-30 db hangszórót tudott ellátni, míg a 25 W-osra 4-8 db, az 50 W-osra pedig 6-12 db hangszóró volt köthető. A vidéki központok rádió-vevőkészülékeken vagy az előerősítőbe épített rádióadapterrel vették a hazai adók – legtöbbször a Kossuth Rádió – műsorát.  Időnként a Petőfi Rádió vagy a helyi adó műsorát is sugározták. A központban lehetőség volt lemezjátszót is az erősítőkre kötni. Az erősítőkbe általában elektromos gongot is beépítettek. 

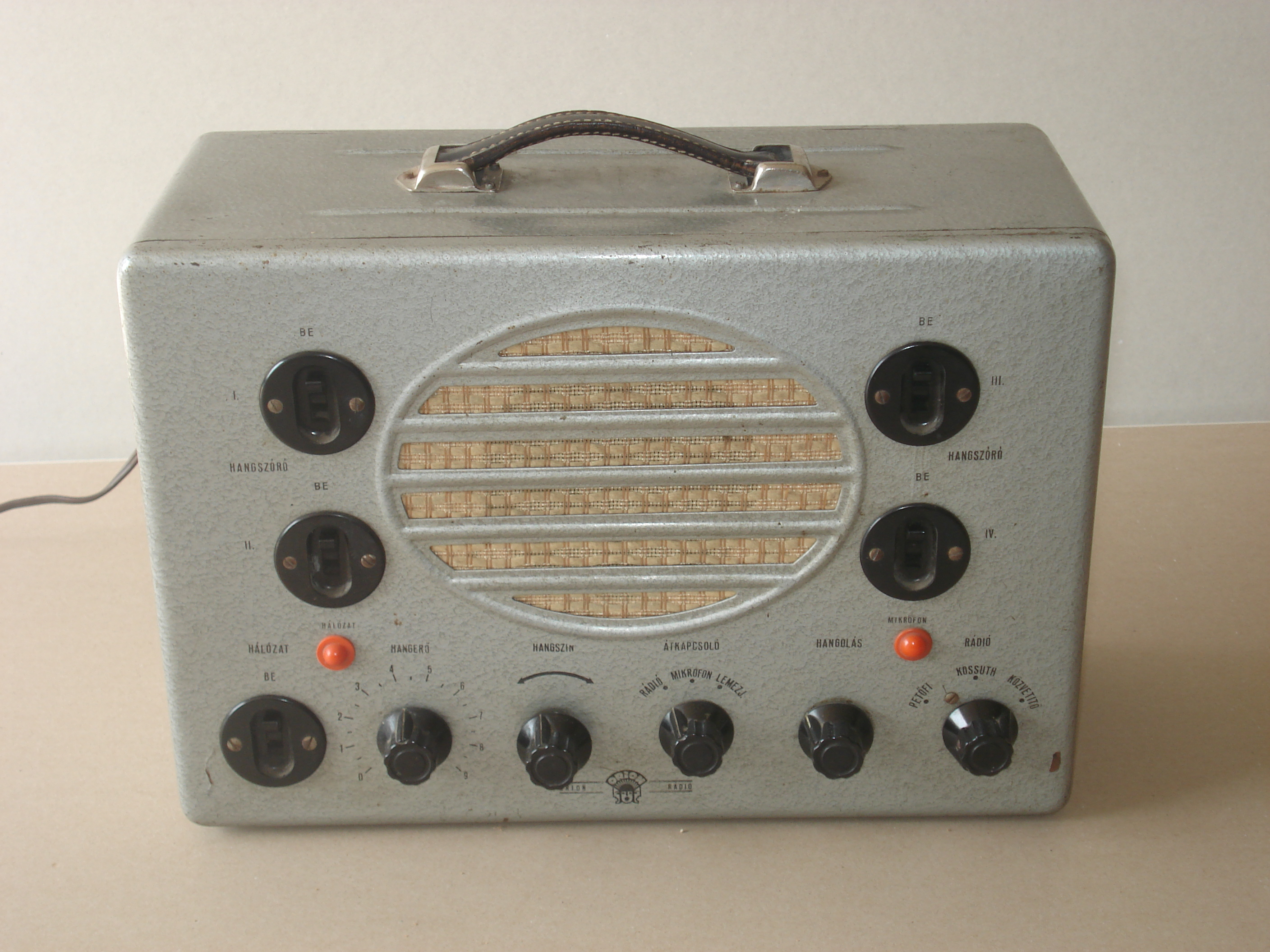
Orion 450M típusú iskolarádió, 1958

Az előfizetőket döntően 2-3 mm-es ónozott acél-, ritkábban bronzhuzalból készült légvezeték kötötte össze a központtal, ezt némely esetben, általában nyersanyaghiány esetében alumínium huzallal helyettesítették. A huzalt faoszlopokra, a házakra rögzített porcelán harangszigetelőkre szerelték. Az előfizetők lakásában csak a fadobozba épített kapcsolós, illesztő-transzformátoros, permanens dinamikus hangszóró volt felszerelve. A kapcsoló a hangszóró ki- és bekapcsoIását és a hangerő lépcsős beállítását biztosította.
A hangszórós dobozokat kezdetben a posta Vezetékes Rádió Üzemi Vállalata, illetve az Orion készítette, később a RAVEL (Rádióvételtechnikai és Elektroakusztikai Üzem), majd az Audio cég is gyártotta. A faluközpontok oszlopokra szerelt tölcséres hangszórói, a köztéri megafonok 12,5 vagy 25 W-os nyomókamrás permanens dinamikus oszlopsugárzók voltak. A 10 kg-nál is súlyosabb, úgynevezett Rákosi-tölcséreket a Rafilm, illetve az Audio gyártotta HT415, HT425, HT505 típusszámon.
A helyi stúdióval rendelkező iskolában, kollégiumban, laktanyában vagy börtönben kialakultak az intézményekre kiterjedő vezetékes rádió hálózatok is. Ezekben a rendszerekben Orion 450, illetve Orion 450M típusú, úgynevezett iskolarádiót használtak. A hálózati készülék csak a Kossuth, a Petőfi és a helyi adó műsorát tudta venni, 100 V-os kimenetére négy, egyenként ki-bekapcsolható hangszórót lehetett csatlakoztatni. A rádió belső hangszóróját erősítő üzemmód esetén mikrofonként is használni lehetett. Lehetőség volt külső mikrofon és lemezjátszó csatlakoztatására is. Az iskolarádiókhoz ugyanazt az illesztő transzformátoros hangszórót használták, mint a vezetékes rádiókhoz azzal a különbséggel, hogy nem volt hangerőszabályozó kapcsoló rajtuk.
| Év   | Budapest | Város | Községek | Összesen | Ebből vezetékes rádió előfizető |
| 1958 | 566      | 502   | 895      | 1963     | 264                             |
| 1960 | 609      | 584   | 1031     | 2224     | 255                             |
| 1963 | 633      | 637   | 1182     | 2452     | 243                             |
| 1965 | 628      | 643   | 1213     | 2484     | 163                             |
| 1968 | 631      | 664   | 1219     | 2514     | 26                              |

#### A vezetékes rádió megszüntetése
1956 után nem folytatódott a vezetékes rádió hálózatának építése. Az 1960-as évekre elavult a vezetékes rádióhálózat, emellett a 2,5 millió rádióelőfizető közül mindössze 167 ezer hallgatott vezetékes rádiót. Egy vizsgálat szerint a vezetékes rádiótulajdonosok 20%-a hálózati készülékkel, 10%-a pedig már televízióval is rendelkezett. Mindemellett a vezetékes rádió üzemeltetésére az állam évi ráfizetése előfizetőnként 240 forint volt. Mivel a hálózat felújítása 100 millió forintba kerül volna, határozatot hoztak: három év alatt fokozatosan meg kell szüntetni az országban a vezetékes rádió műsorsugárzását.
1964 folyamán kormányhatározat alapján a Magyar Posta megkezdte a vezetékes rádióhálózat leszerelését. A vezetékes rádió leszerelését ugyanaz a mérnök, Kádár Géza hajtotta végre, aki a kiépítését is irányította. Nyugdíjazása előtt ez volt az utolsó jelentős munkája. A vezetékes rádió megszűnésével párhuzamosan a rádióvásárlások száma emelkedni kezdett. A Videoton gyár a leszereléssel párhuzamosan már elkészítette a Dallam elnevezésű középhullámú rádiókészülék nullszériáját, amellyel elsősorban a volt vezetékes rádióhallgatókat célozta meg. A kis szuperkészülék 900 forintnál olcsóbb áron került forgalomba, illetve ott, ahol a vezetékes rádióhálózatot felszámolták, az érintettek ezt a készüléket részletre is megvásárolhatták. Az OTP-vel kötött megállapodás szerint ott ahol leszerelték a vezetékes rádiókat, a volt tulajdonosok olyan utalványt kaptak, amellyel 1000 forintnál olcsóbb más készülékeket is részletre vásárolhattak meg.

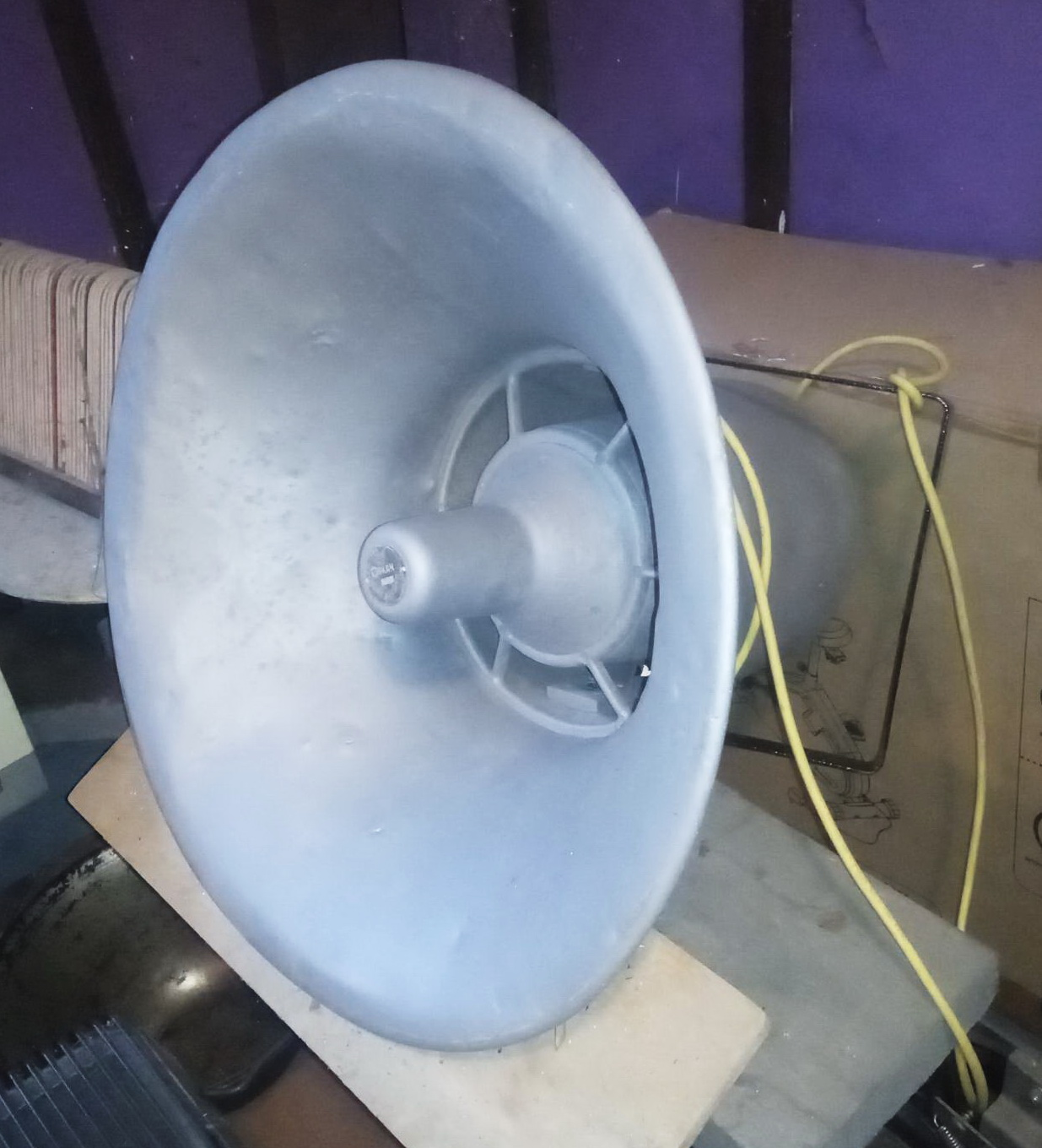
Vezetékes rádió kültéri hangszórója, az úgynevezett Rákosi tölcsér

A megszüntetéséről hozott minisztertanácsi határozatot a még működő berendezések elévülésétől függően három és fél év alatt tervezték végrehajtani. A posta úgy tervezte, hogy az erősítőket és hangszórókat átadják a helyi tanácsoknak, a berendezéseket iskolák, kultúrotthonok kapják meg. Ezenkívül mintegy 3000 erősítőt és 200 ezer hangszórót a Művelődésügyi Minisztériumnak ajánlottak fel az oktatás segítségére.
A vezetékes rádiók leszerelése ellen jelentős tiltakozás indult meg, számos panaszlevél, a hálózat további fenntartására vonatkozó kérvény érkezett a postaigazgatóság címére. A vezetékes rádiót használók nehezen szokták meg a hagyományos rádió-vevőkészülékeket, sokak számára az is gondot jelentett, hogy az önállóan be- és kikapcsoló vezetékes rádióval szemben a rádióvevőket kapcsolgatni és hangolni kellett. A vezetékes rádiót reggelente sok helyen időzítő kapcsolta be, így az egyben ébresztőként is funkcionált. A leszerelést követően ettől a szolgáltatástól is elestek a rádióhallgatók. A soproni igazgatóság területén egy munkahelyi újításnak köszönhetően még távkapcsolós vezetékes rádiót is építettek.
Az 1960-as évek közepétől már csak a falvakban, általában a tanácsháza környékén kiépített, kültéri hangszórókkal, Rákosi tölcsérekkel felszerelt hangos híradó működött. Bár a szolgáltatás 1967-68-ra megszűnt, ennek ellenére 1970-ben még mindig 25 ezer vezetékes rádió előfizetőt tartottak nyilván. Az iskolarádiók és a szállodai rendszerek a nyolcvanas évekig üzemeltek.

#### Elnevezései
Magyarországon a vezetékes rádiót többféle névvel is illették. Nevezték bányászrádiónak, hadovaládának, hazugládának, sípládának, vászon Jancsinak, zörejdoboznak, zajládának, fakurvának, szócsőnek, recsegőnek, bádog Böskének,  Hajdú-Bihar megyében patkányfogónak hívták, Székelyudvarhelyen görényládának, míg Zalában kolhozdoboznak csúfolták. Az utcai tölcsér hangszórókat pléhmarcsának, illetve Rákosi tölcsérnek nevezték. A vezetékes rádió elterjedésekor vita folyt nyelvész körökben az elnevezés pontatlanságáról, hiszen a rádió szó használata feltételezi a vezetéknélküliséget.

## Kapcsolódó szócikkek

Vezetékes rádiók
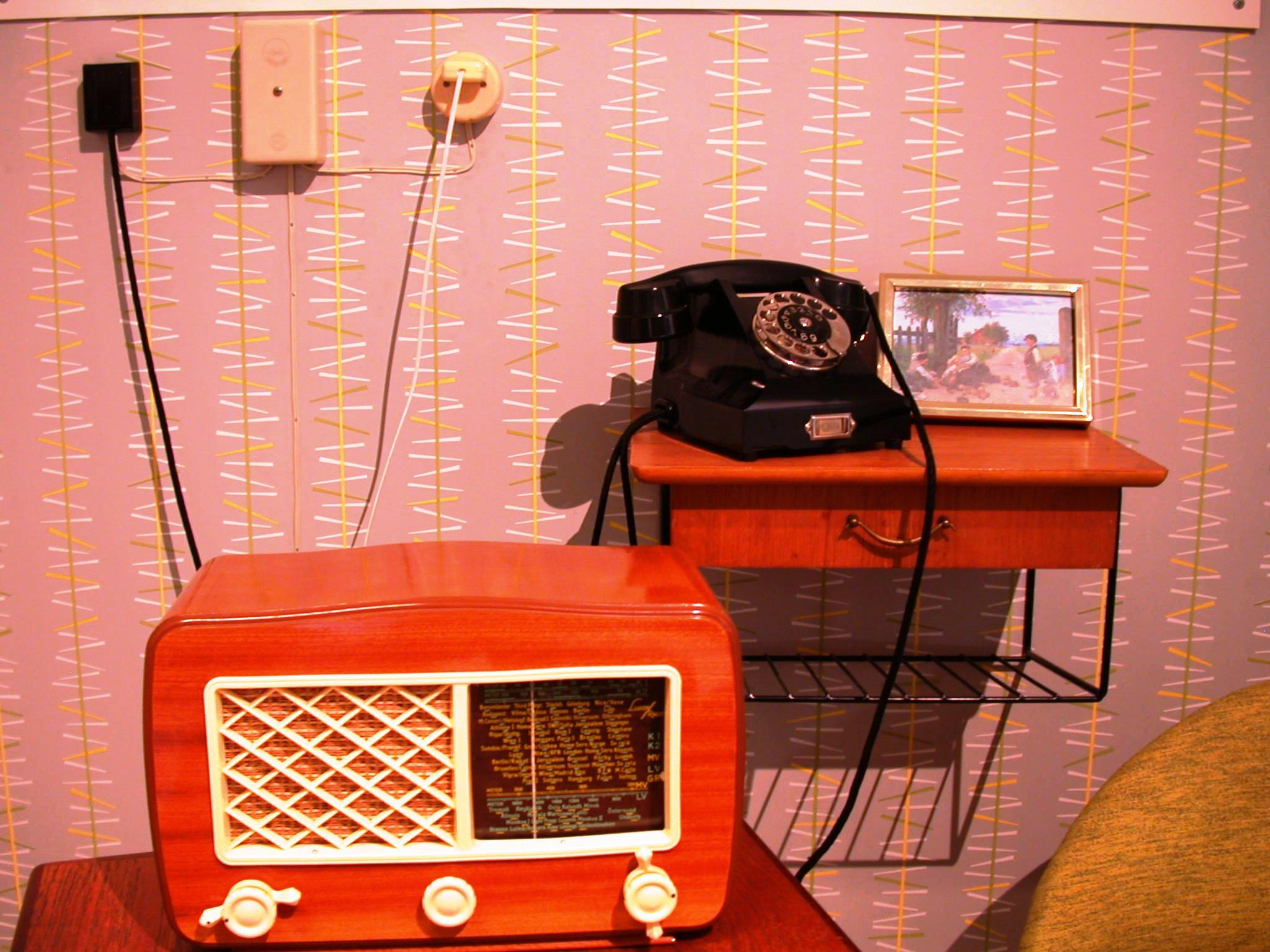
Vezetékes rádióként használt svéd rádió-vevőkészülék
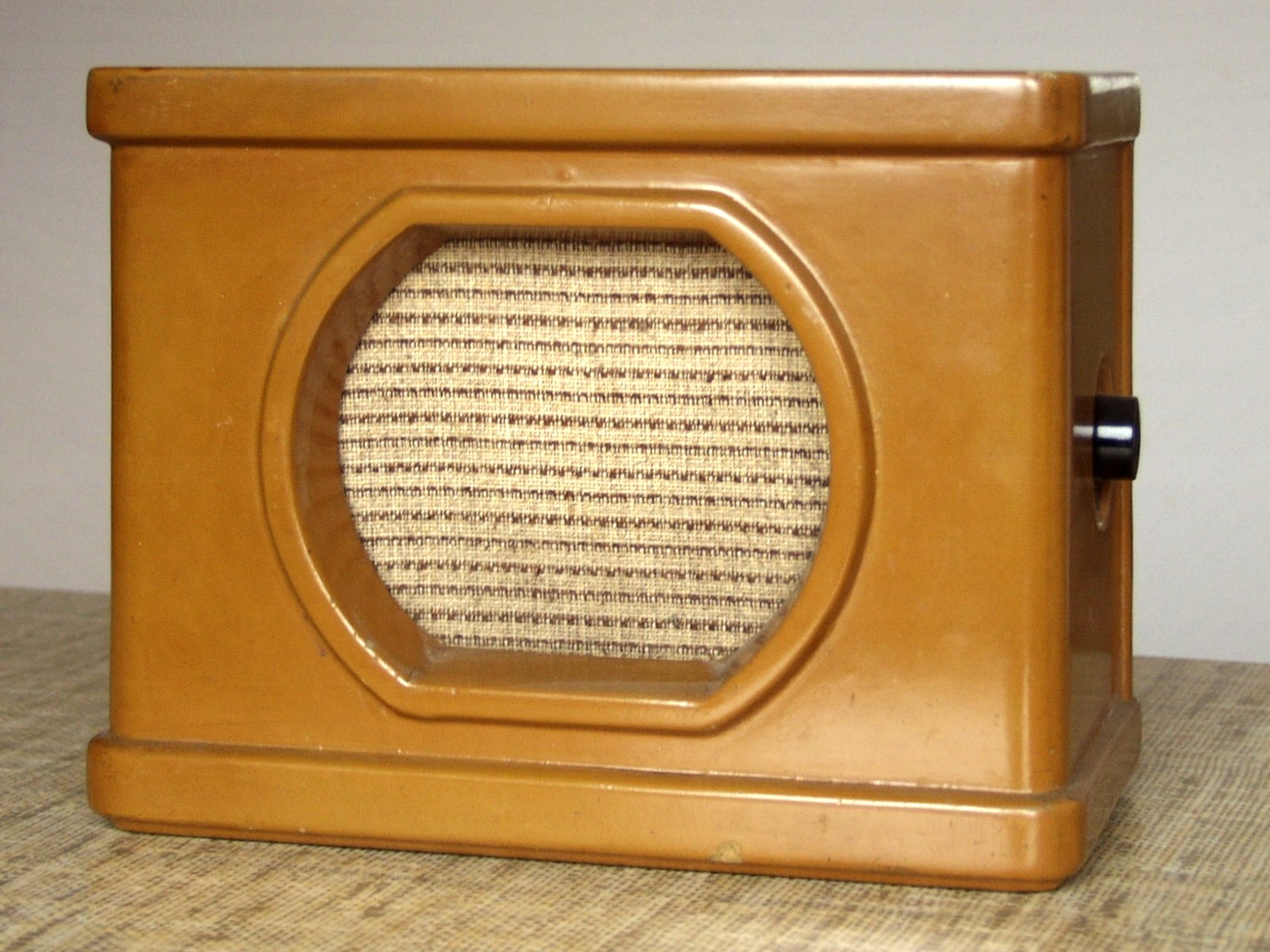
Lengyel vezetékes rádió - az úgynevezett kolhoznik - hangszórója
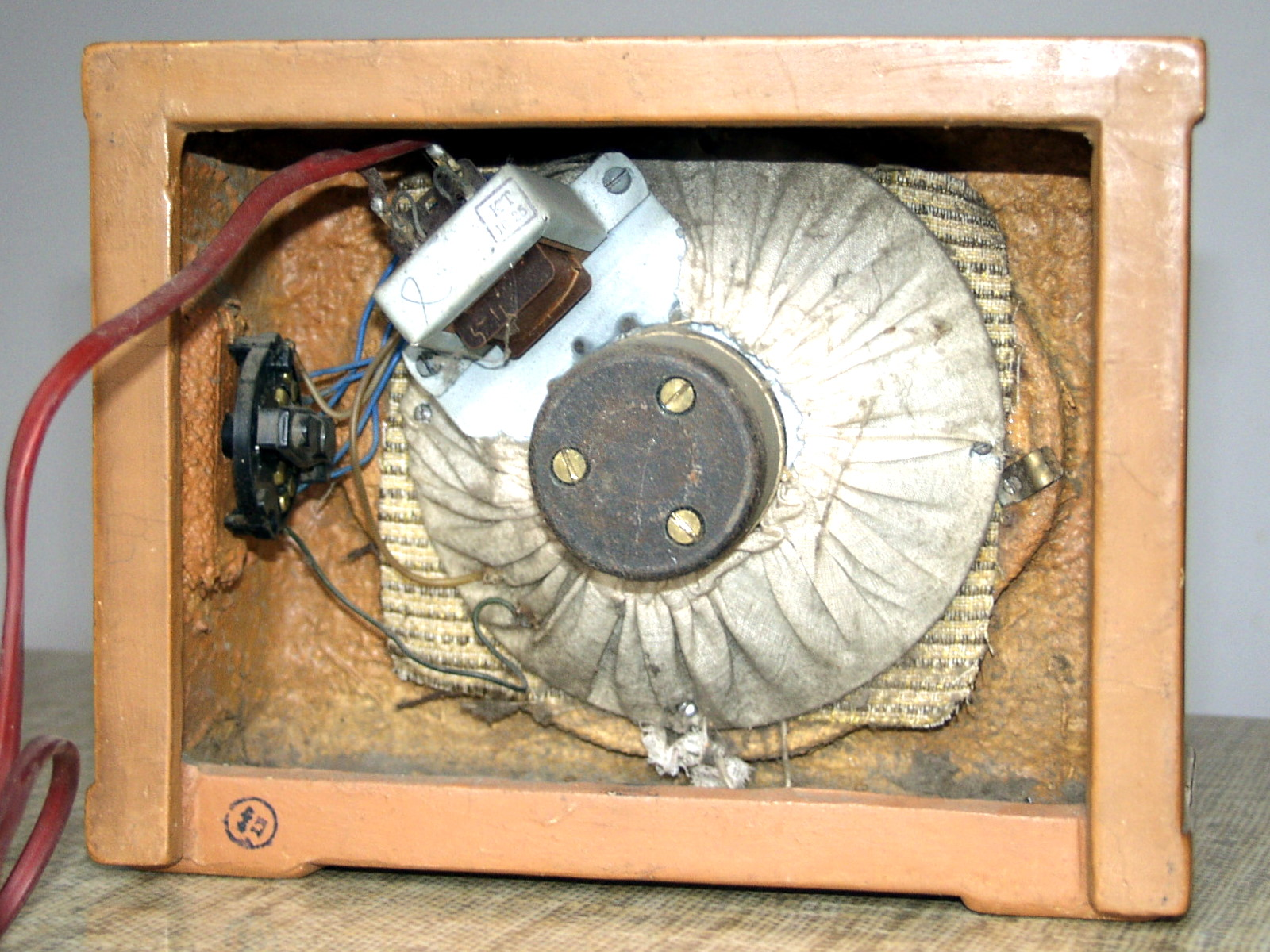
Lengyel vezetékes rádió hangszórójának belseje illesztőtranszformátorral és választókapcsolóval
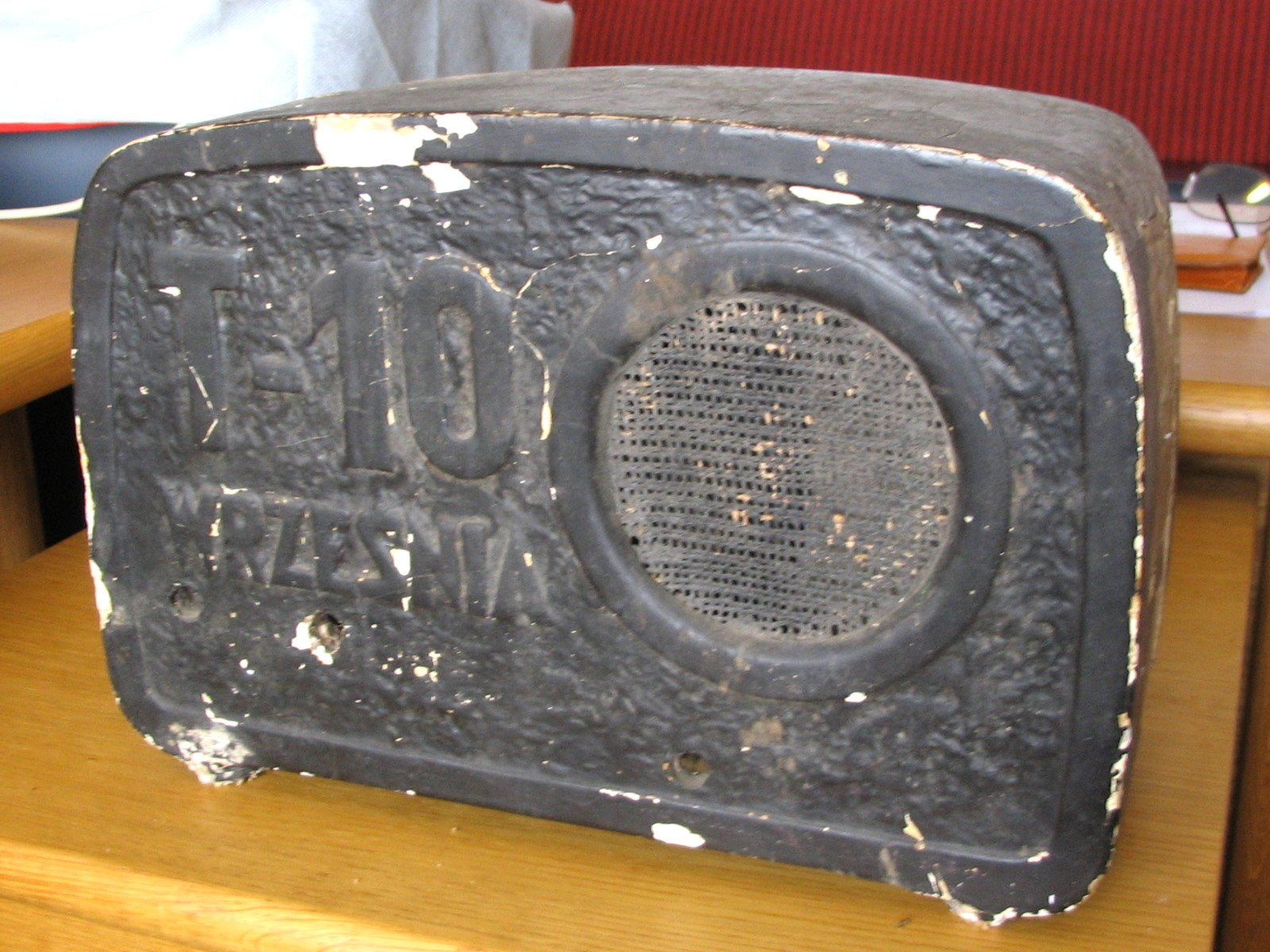
Lengyel vezetékes rádió T10-es típusú hangszórója 1955-ből
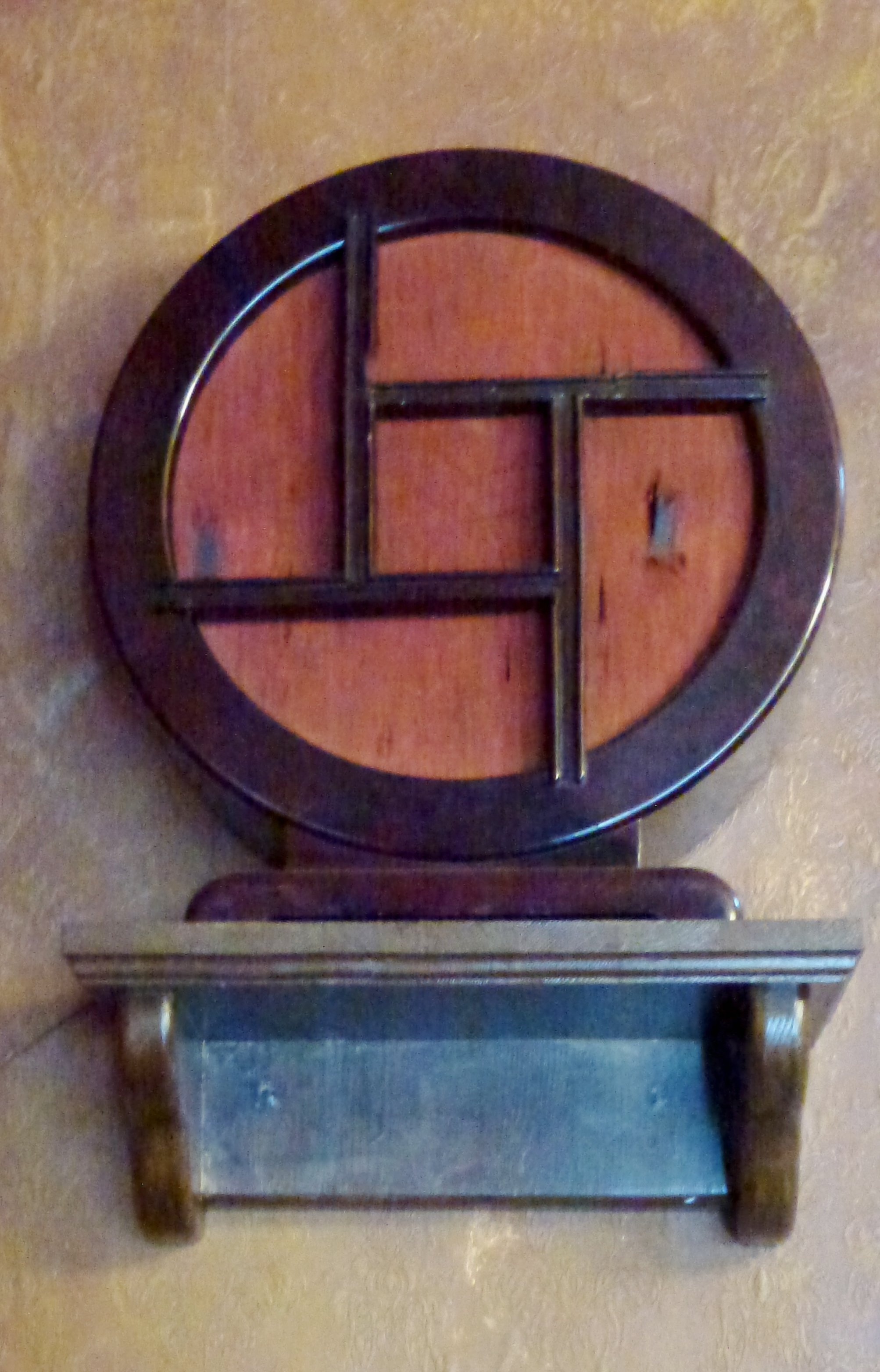
Holland vezetékes rádió hangszórója
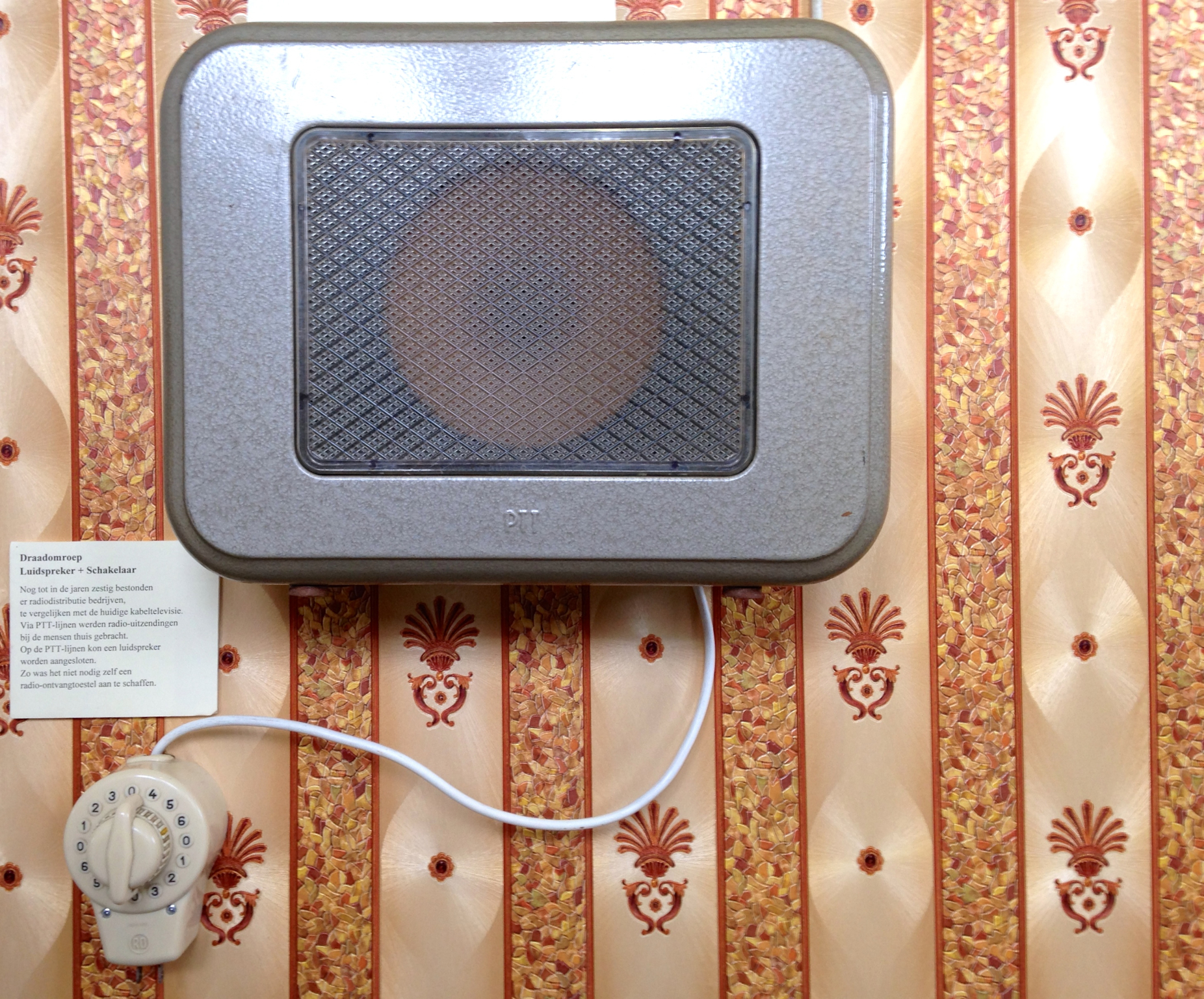
Holland vezetékes rádió hangszórója és választókapcsolója az 1950-es évekből
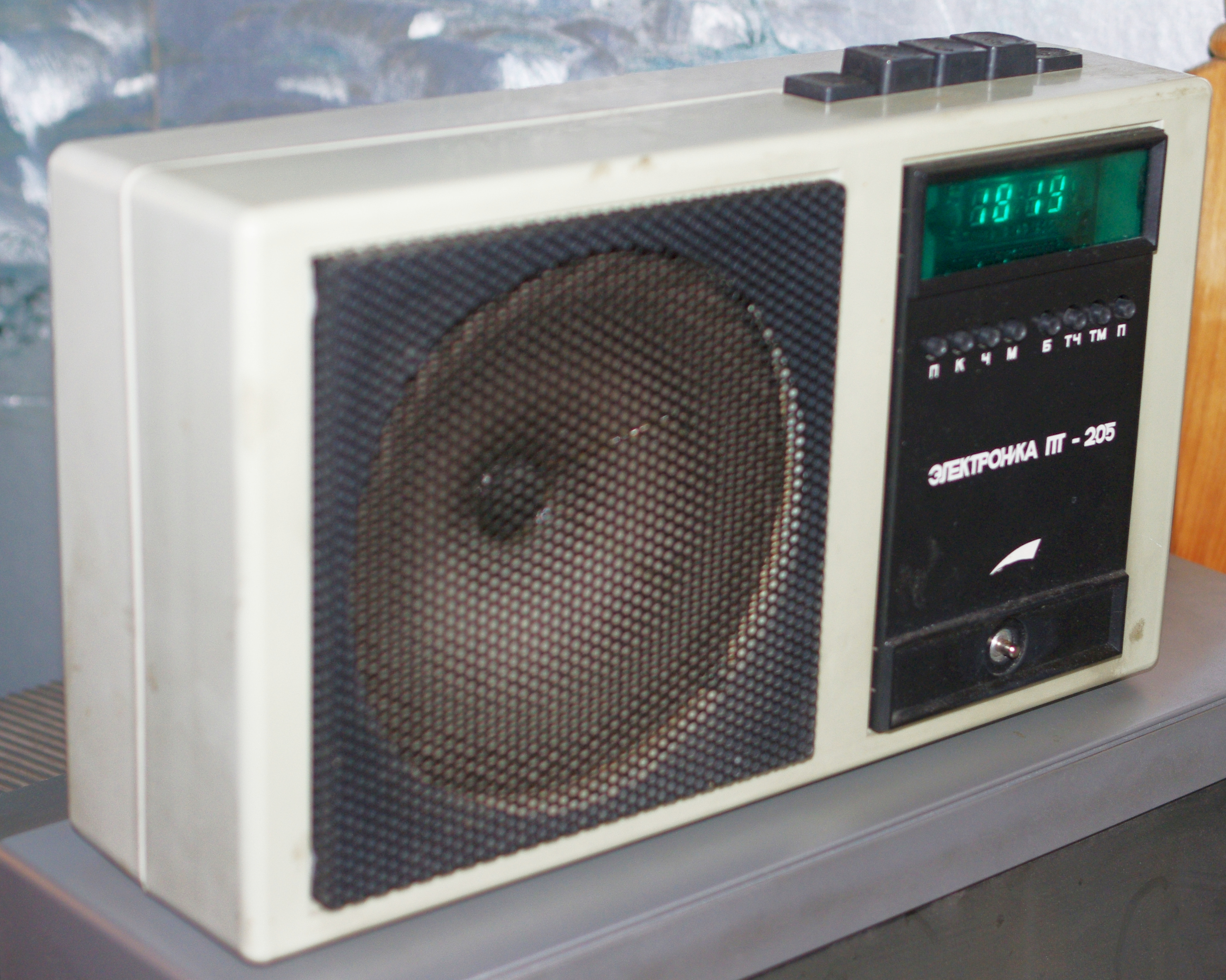
Szovjet vezetékes rádió Elektronika PT-205 típusú, órával egybeépített hangszórója 1985-ből
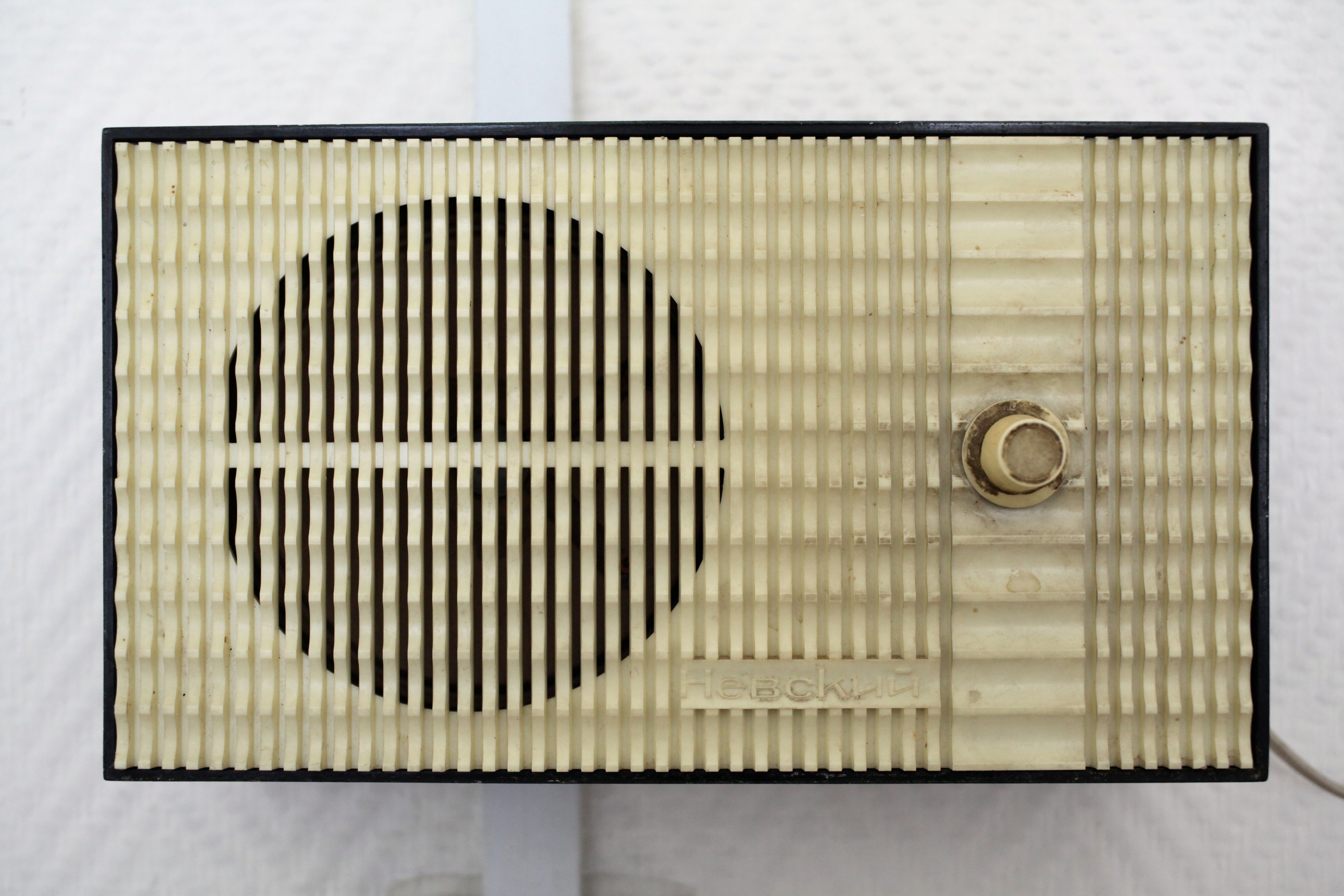
Szovjet vezetékes rádió Nyevszkij típusú hangszórója
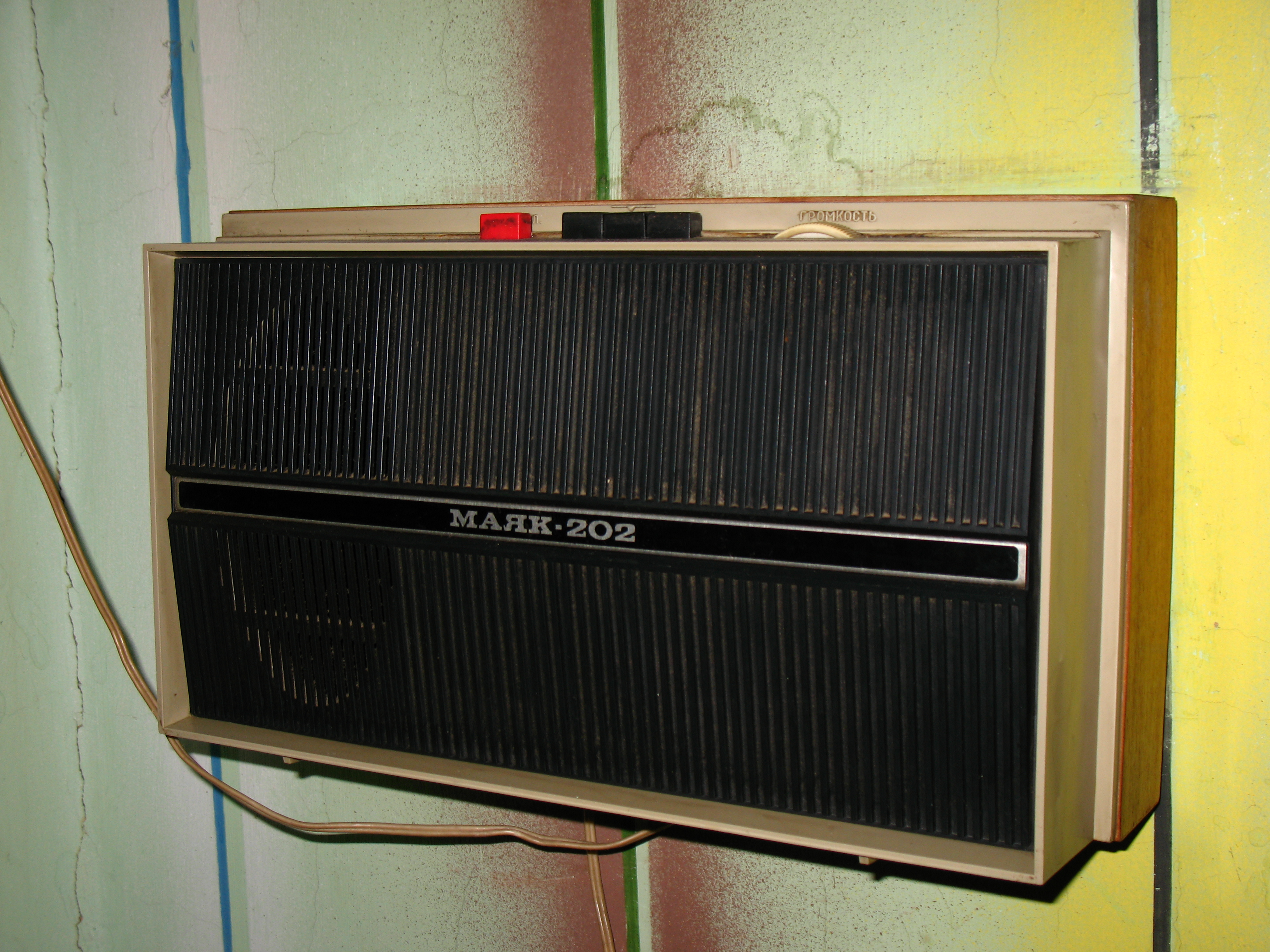
Szovjet Majak 202 típusú hangszóró az 1980-as évekből
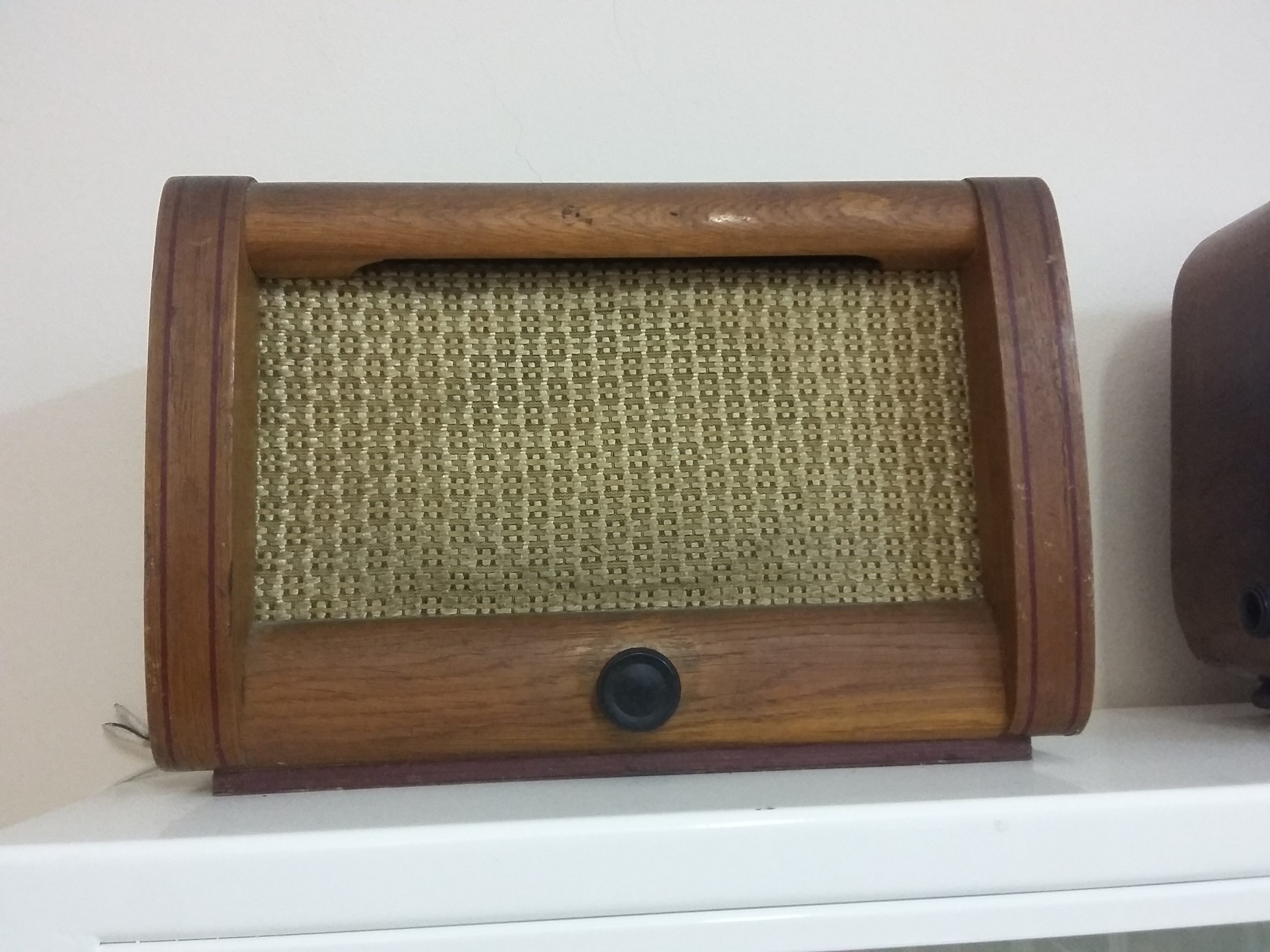
Csehszlovák vezetékes rádió Tesla gyártmányú hangszórója
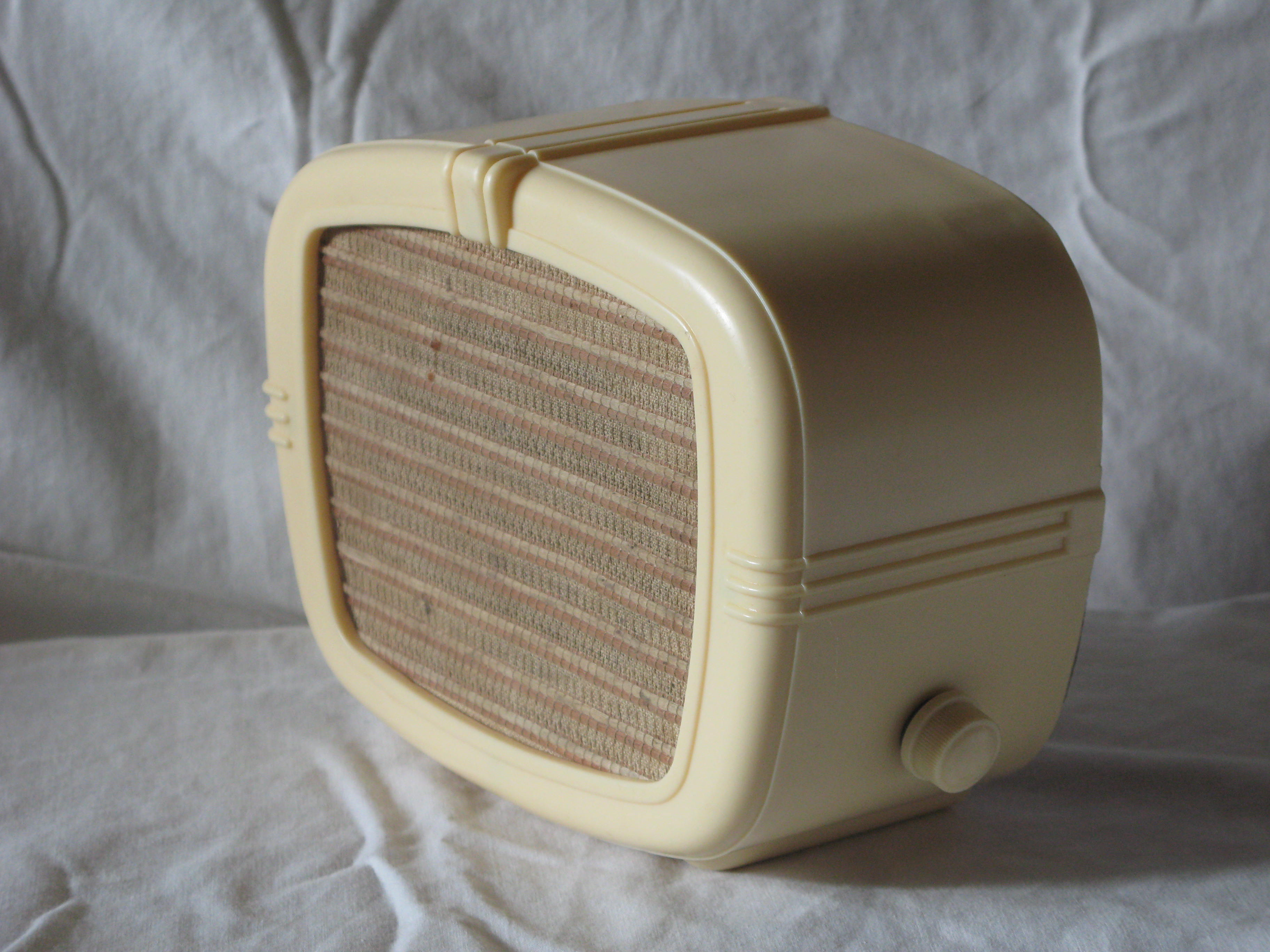
Román vezetékes rádió Electronica P21518 típusú hangszórója
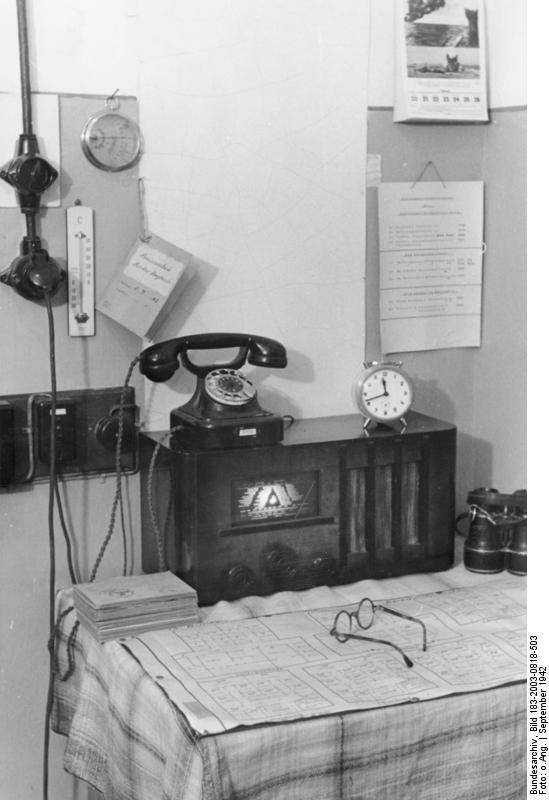
Német légvédelmi óvóhely vezetékes rádióként használt rádió-vevőkészülékkel, 1942
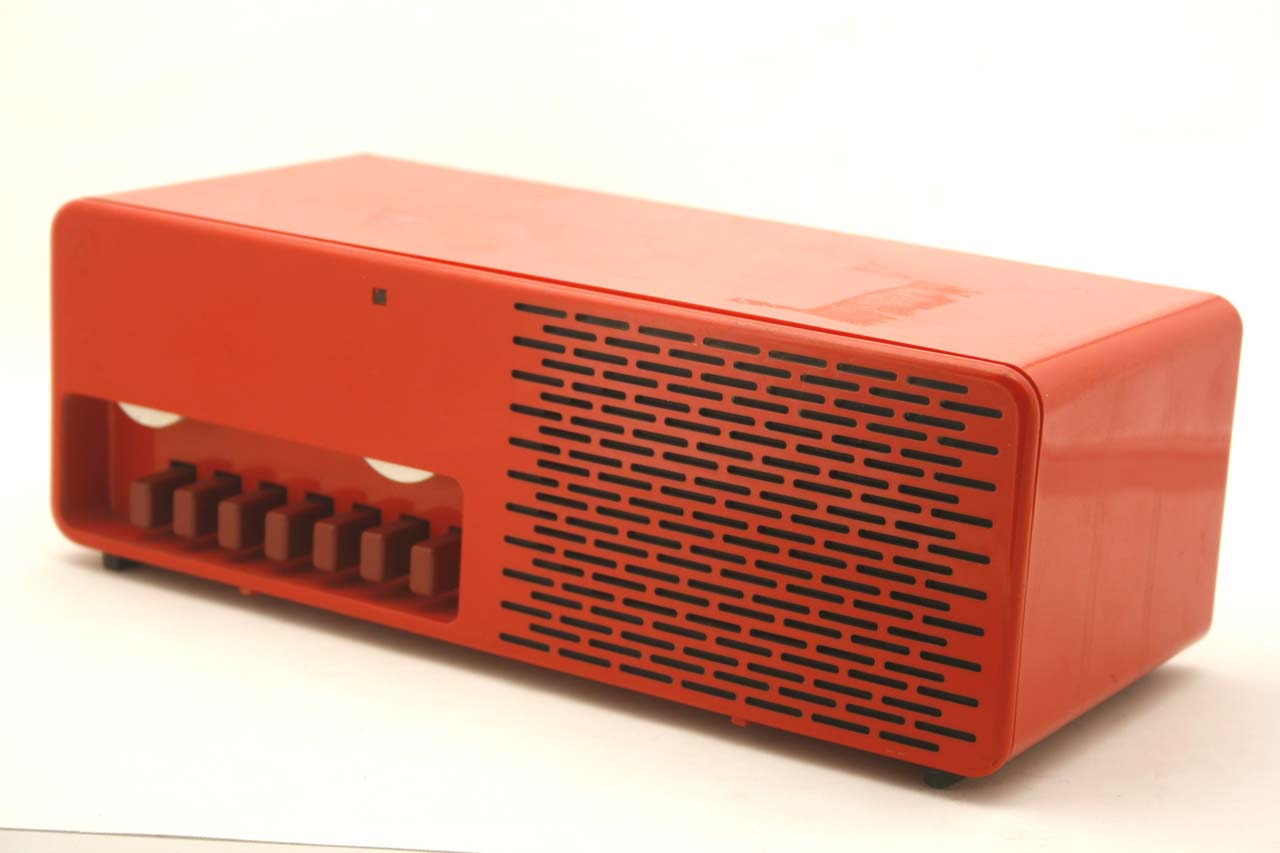
Olasz vezetékes rádió állomásválasztóval ellátott hangszórója 1960-ból
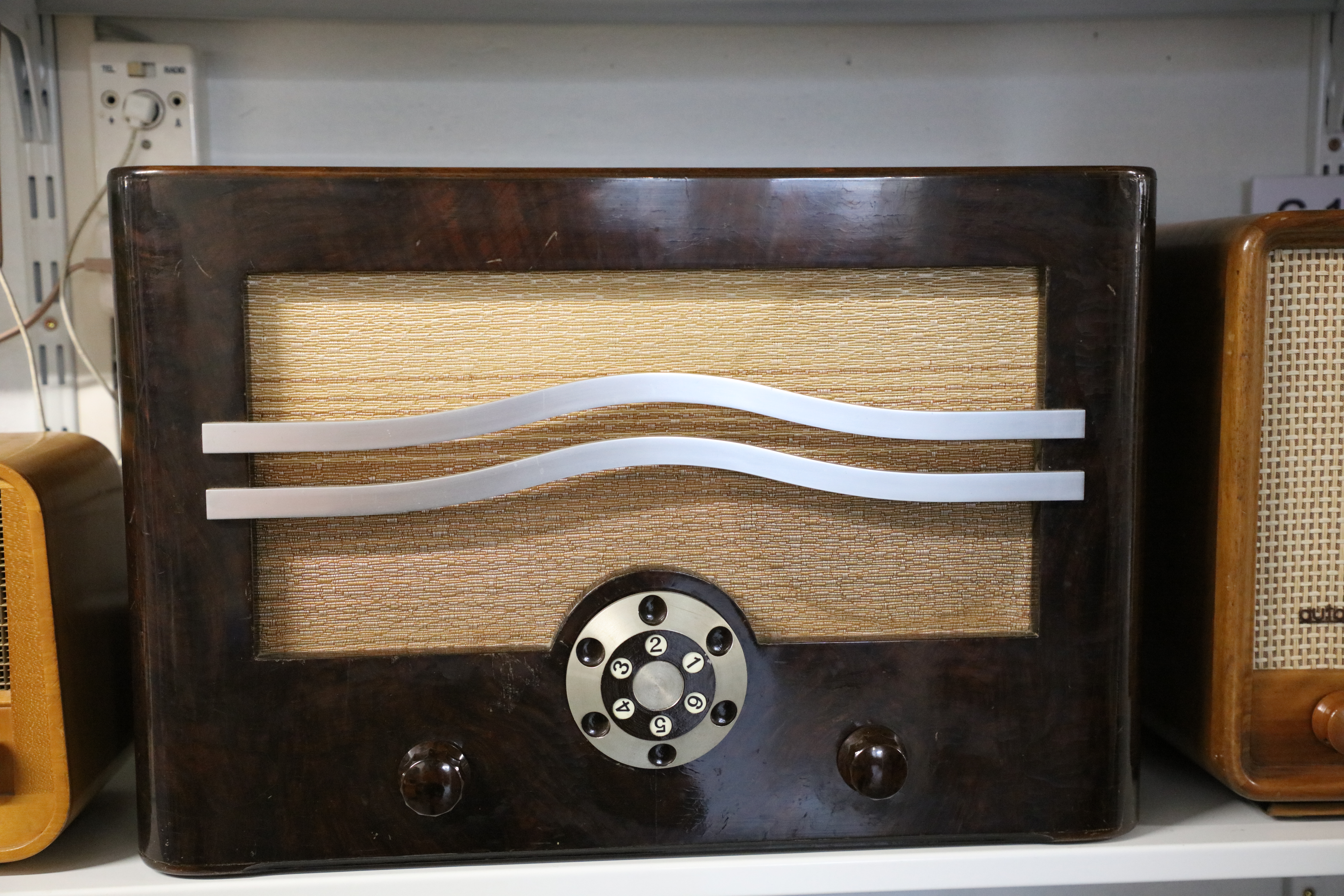
Svájci, telefonhálózatról működő vezetékes rádió hatcsatornás hangszórója
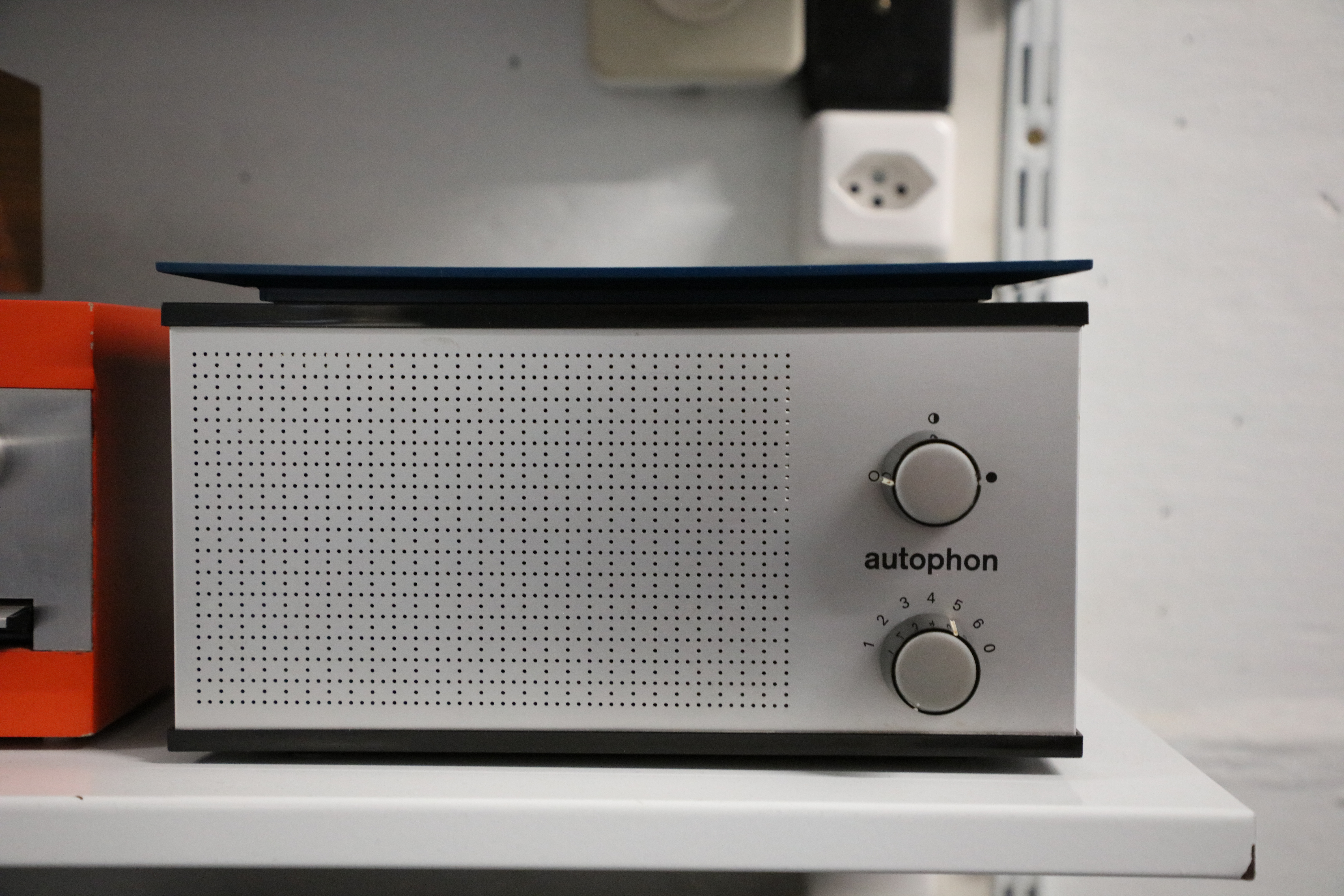
Svájci, telefonhálózatról működő vezetékes rádió Weggis típusú, választókapcsolós hangszórója
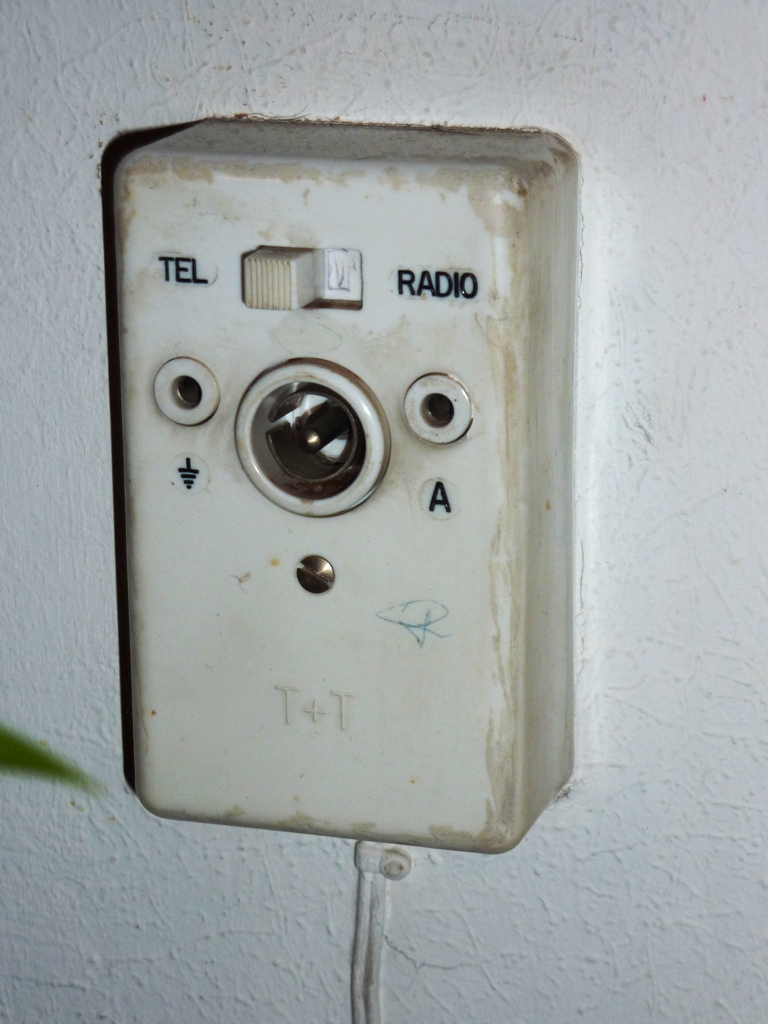
Vezetékes rádió telefon/rádió átkapcsolója
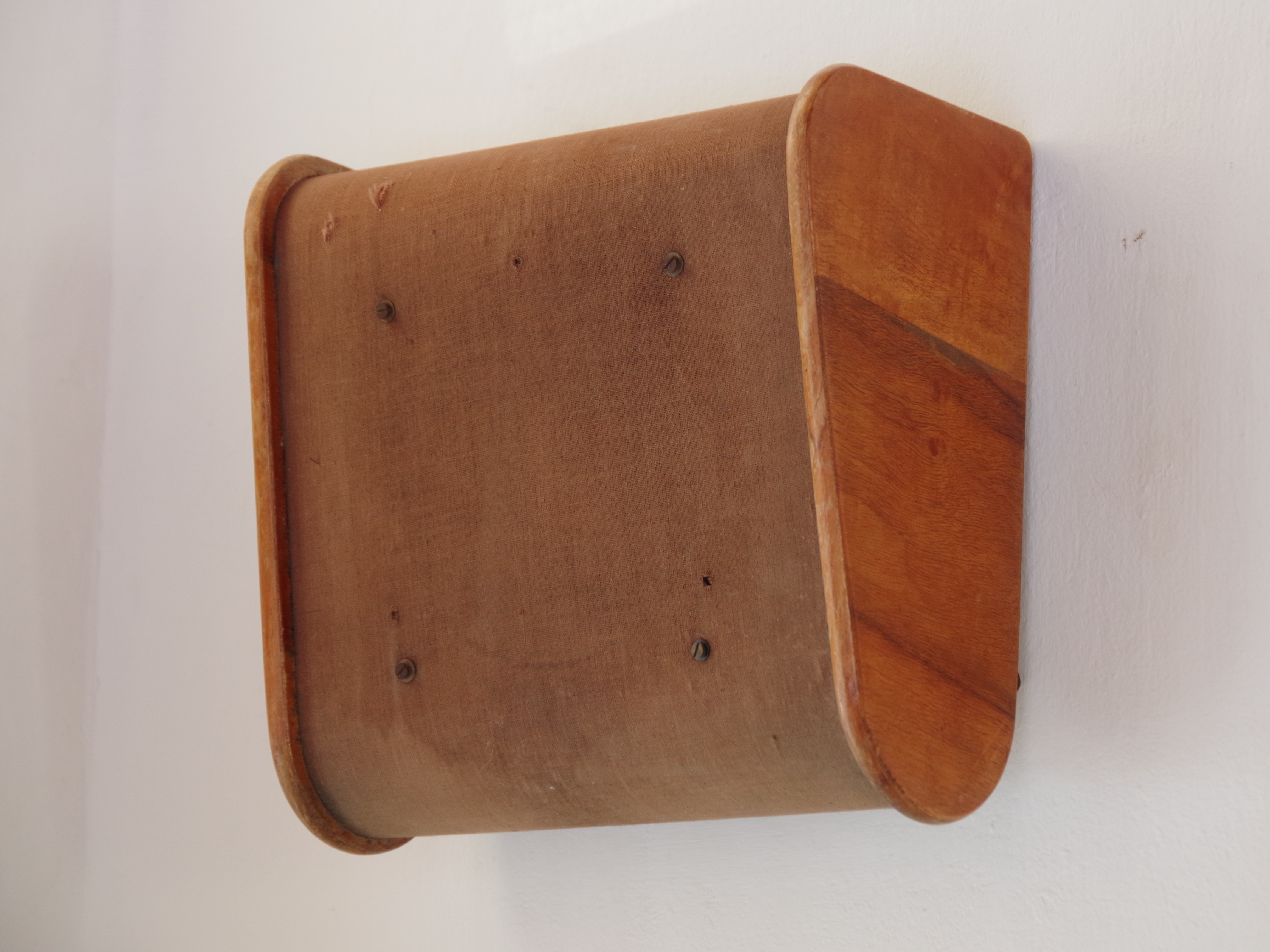
Magyar vezetékes rádió hangszórója 1951-ből
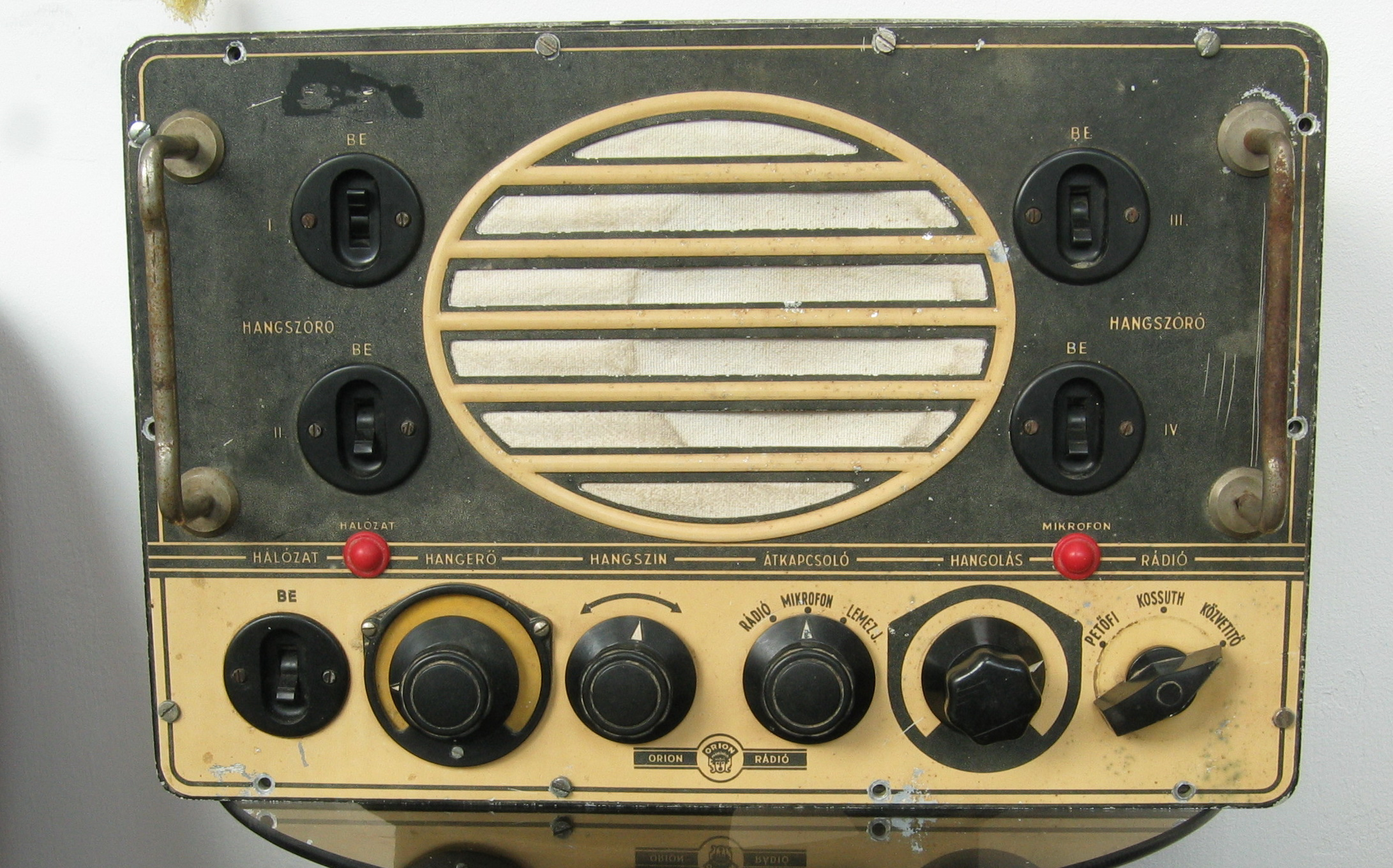
Orion 450 típusú iskolarádió 1949-ből
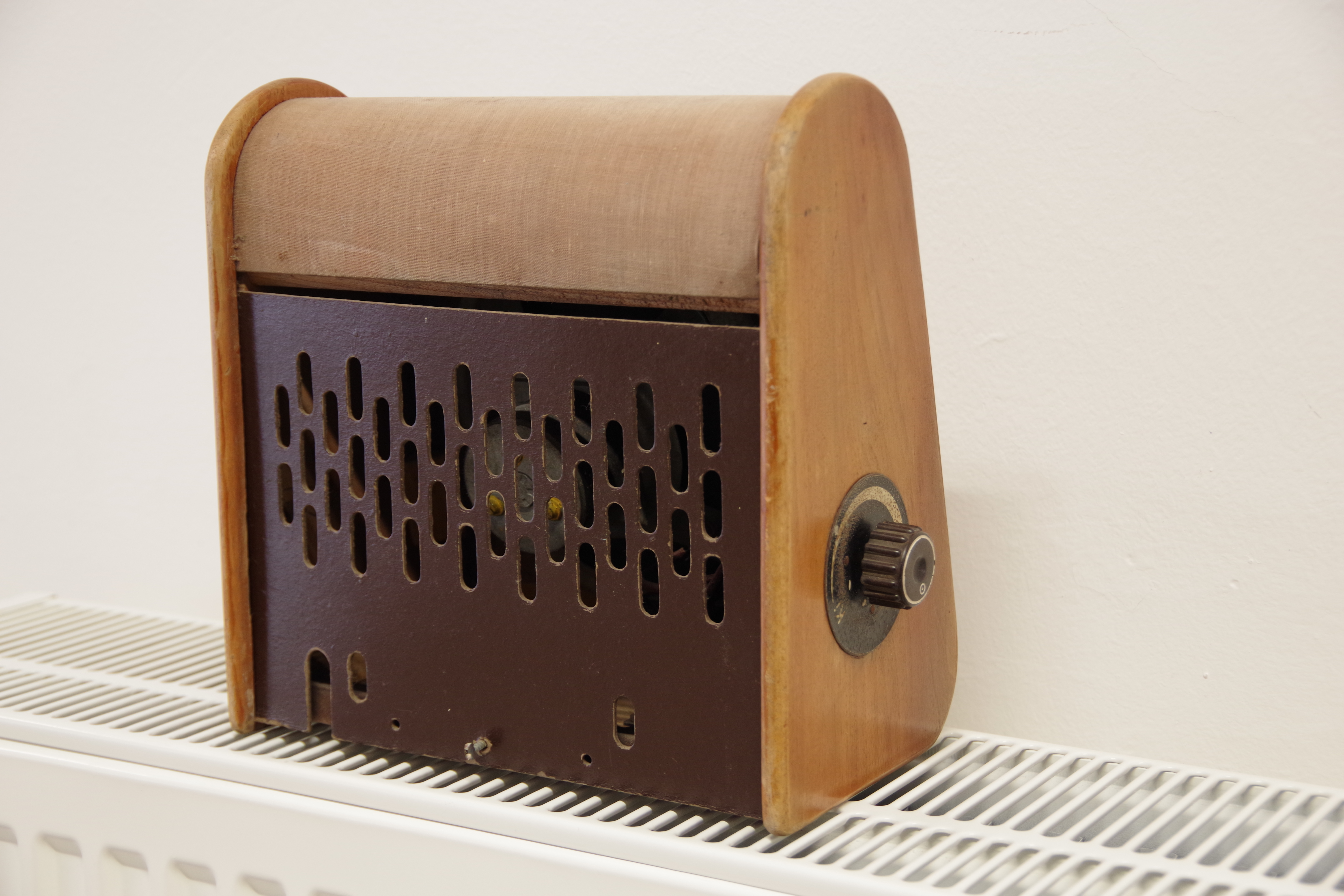
Magyar vezetékes rádió hangszórója, hátoldal
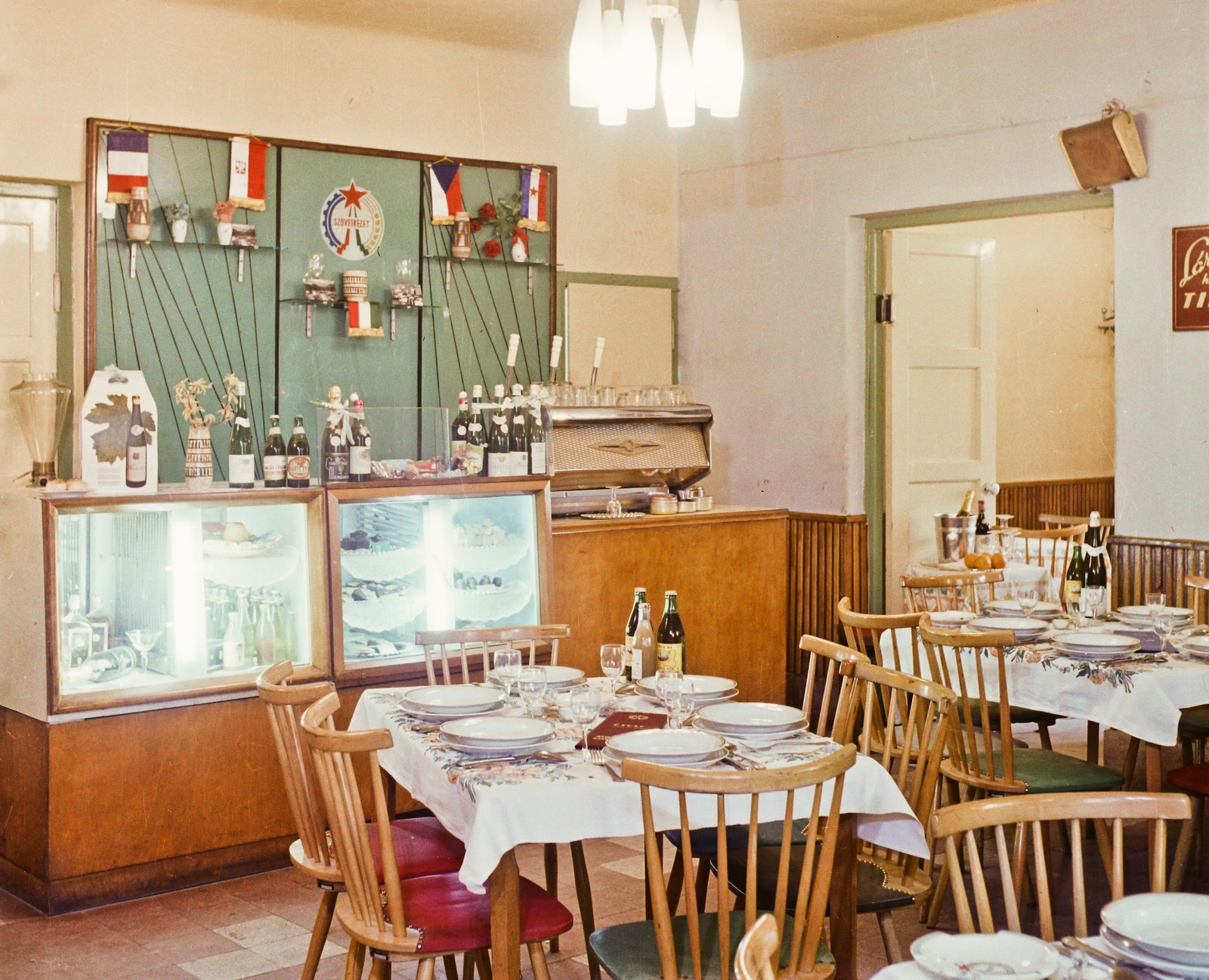
Vezetékes rádió a kamaraerdei Muskátli kisvendéglőben
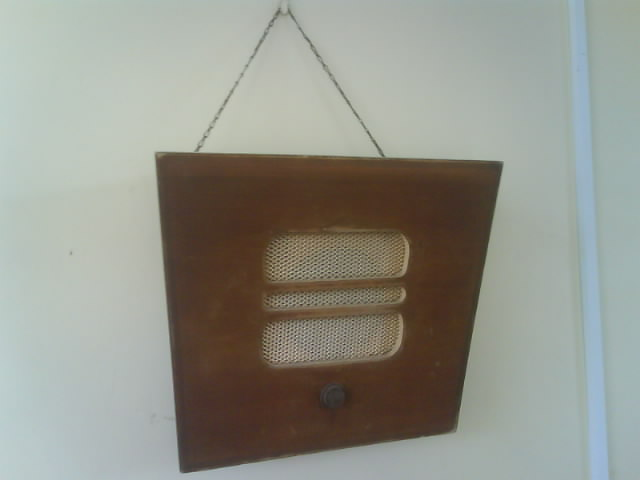
Angol gyártmányú, Barbadoson használt vezetékes rádió hangszóró